# King George V osztály (1939)
A King George V osztályú csatahajók voltak a második világháború során a Brit Királyi Haditengerészet legmodernebb csatahajói. Összesen 5 db ilyen csatahajót rendeltek és építettek meg: HMS King George V, HMS Prince of Wales, HMS Duke of York, HMS Anson és HMS Howe.
Az első világháborút követően öt nagyhatalom írta alá az 1922-es washingtoni szerződést, amely korlátozta az építhető hadihajók számát, azok páncélzatát és fegyverzetét. A szerződést 1930-ban Londonban megerősítették, de 1936. december 31-én lejárt és nem is újították már meg az aláíró nagyhatalmak (Nagy-Britannia, USA, Japán, Franciaország és Olaszország) közötti feszültségek miatt. Ezért a brit Admiralitás elrendelte egy új csatahajóosztály terveinek felvázolását 1936-ban, amelyet V. György brit királyról neveztek el.
Az osztály hajói darabonként átlagban 7 393 134 korabeli font sterlingbe kerültek.
Az osztályba tartozó első hajó építését 1937-ben kezdték és 1940-ben állt szolgálatba, az utolsó hajó 1942-ben állt szolgálatba, így az osztály minden egysége részt vett a második világháborús hadműveletekben. A Prince of Wales-t 1941-ben a japán légierő elsüllyesztette Brit Malájföld, a mai Malajzia partjainál.

## Fejlesztése

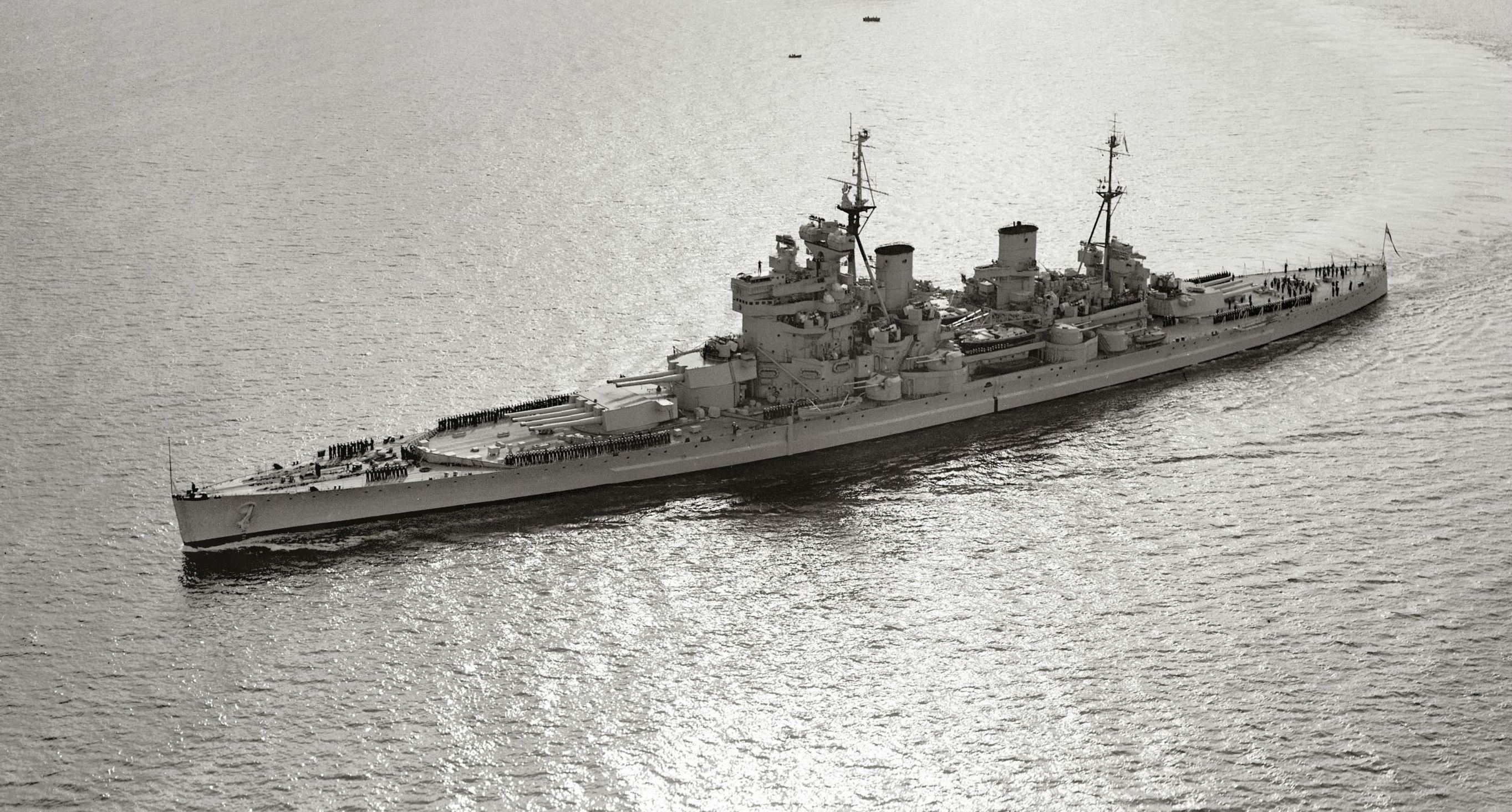
Az osztály egyik csatahajója, az HMS Duke of York a második világháborút követően. A fedélzeten felsorakozó legénység látványa jól érzékelteti az egység lenyűgöző méreteit.

Az V. György király osztályú hajók tervezése 1928-ban kezdődött. Az 1922-ben aláírt washingtoni szerződés a részes öt nagyhatalom (Nagy-Britannia, az USA, Japán, Franciaország és Olaszország) számára „hajóépítési szünetet” írt elő, vagyis megszabták az építhető hadihajók számát, nagyságát, korlátozták azok fegyverzetét és páncélzatát. Mivel ez a szerződés csak 1930. december 31-ig volt érvényben, ezért a Királyi Haditengerészet már 1928-ban elkezdte felvázolni, hogy milyen hadihajókkal kívánja felváltani az első világháborúból megmaradt, korszerűtlen csatahajókat, illetve a modern, de lassú Nelson osztályt.
Azonban a washingtoni szerződést 1930-ban Londonban tartott konferencia során megerősítették és a "hajóépítési szünet" végét kitolták 1937-ig. A tervezési munkálatokat ezért 1935-ig elhalasztották, amikor még mindig a szerződéses korlátok figyelembevételével kezdték felvázolni az új csatahajóosztály paramétereit: legnagyobb vízkiszorítása 35 000 tonna, övpáncélzata 374 mm, fegyverzetének kiválasztásakor pedig 16, 15 és 14 hüvelyk (406, 381, vagy 356 mm) űrméretű ágyúkat terveztek kiválasztani. A tervezési célok között szerepelt a 27 csomós maximális sebesség (50 km/ó) és a 11–14 km-es lőtávolság. A hajóosztály tervezésénél kiemelt figyelmet fordítottak a torpedó elleni védelemre és a lőszerraktárak kiemelt védelmére.
1935 októberében az Admiralitás döntést hozott arról, hogy 14 hüvelykes (356 mm) űrméretű ágyúkat rendelnek a hajóknak, egyszerűen azért, mert a nagy űrméretű ágyúkra vonatkozó rendeléseket az év végig le kellett adni, viszont azt még nem lehetett tudni, hogy az 1936. december 31-én lejáró szerződést meghosszabbítják-e a nagyhatalmak képviselői. Az 1935 decemberében Londonban kezdődő konferencián az USA hajlandó lett volna beleegyezni a szerződés meghosszabbításába, ha azt Japán is aláírja. Utóbbi azonban 1936 januárjában elhagyta a konferenciát, míg Olaszország (Benito Mussolini vezetésével) megtagadta annak aláírását, úgyhogy végül csak Nagy-Britannia, az USA és Franciaország írta alá.

## Felépítése

### Meghajtás
Az V. György osztály volt az első, amelynek tervezésekor a kazántermeket és a gőzturbinákat felváltva helyezték el a hajó belsejében, biztosítva azt, hogy egy szerencsés ellenséges találat nem tudja mozgásképtelenné tenni a hajót az összes kazán, vagy az összes turbina, megrongálásával. A kazántermeket és a turbinákat párosával helyezték el a hajó védett belső részében. A hajtóművek névleges összteljesítménye kb. 110 000 LE (~82 000 kW) volt 230 percentkénti fordulaton, 400 psi gőznyomás és 371 °C vízhőmérséklet mellett. A hajtómű tervezési tartaléka lehetővé tette, hogy csata közben vagy vészhelyzetben 120 000 LE teljesítményt adjon le, míg a Prince of Wales hajtóművei 128 000–134 000 LE közötti teljesítményt adtak le huzamosabb ideig probléma nélkül, amikor a csatahajó a Bismarck után vadászott. Az osztály kazánjai a kortárs hadihajókhoz viszonyítva is gazdaságosan és hatékonyan működtek, azonban 1942 után az Admiralitás rákényszerült hogy rosszabb minőségű (magasabb viszkozitású és tengervízzel szennyezett) fűtőolajat használjon, ami lecsökkentette a hajtóművek teljesítményét és megnövelte a karbantartási igényeiket. 1944-re a fűtőolaj rossz minősége komoly gondokat kezdett okozni és az Admiralitás új fúvókákat volt kénytelen kifejleszteni és beszerelni, amelyeket a Duke of York és az Anson kapott meg.

### Páncélzat
A csatahajó függőleges páncélzatának vastagsága a vízvonalon, a géptermek mellett elérte a 349 mm-t, a lőszerraktárak mellett pedig a 374 mm-t. Az övéért a fő keresztbordánál függőleges volt, de a keresztirányú válaszfalak közelében némileg elhajlott a függőlegestől, megnövelve ezzel a lőszerraktárak védettségét. Az övvért 7,2 méter mély volt. Ebből 4,6 méteren a vastagsága állandó volt, de az alsó harmada a géptermek mellett fokozatosan 112 mm-re, míg a lőszerraktárak mellett 137 mm-re csökkent. A páncél elvékonyítását a vízvonal alatt a víz levegőhöz mért nagyobb ellenállása igazolta; a vízvonal alatt becsapódó lövedékek kisebb sebességgel érték a hajótestet. A fő páncélövet a fő keresztirányú válaszfalak határolták, melyeket valamivel a hátulsó fő lövegtorony mögött, illetve az elülső fő lövegtorony előtt alakítottak ki. A páncélöv alsó, elvékonyodó harmada azonban némileg túlnyúlt a válaszfalakon. A válaszfalak vastagsága 249 mm és 299 mm között volt.
A fő páncélfedélzet vastagsága a géptermek felett 124 mm, a lőszerraktárak felett 149 mm volt. A hátulsó keresztirányú válaszfal mögött egy 124–112 mm vastag páncélfedélzetet alakítottak ki a csavartengelyek és a kormányműterem biztosítása érdekében. E fedélzet széleit elhajlították a vízszintestől. Ez a rendszert egy 100 mm vastag válaszfalban ért végét a kormányműterem mögött. A hajó orrát egy 124–62 mm vastag páncélfedélzettel erősítették meg.
A fő lövegtornyok 324 mm vastag homlok és 149 mm vastag tetőpáncélzattal rendelkeztek. Az oldalfalak vastagsága elől 224 mm, hátul 174 mm volt. A barbetták vastagsága elérte a 324 mm-t, de a középvonal felé haladva vastagságuk 274 mm-re csökkent.
A parancsnoki híd viszonylag könnyű, 50–112 mm vastag páncélzatot kapott, mely nem tette lehetővé nagy kaliberű lövedékek feltartoztatását.
A másodlagos fegyverzet valamint a tüzérségi állások s azok kommunikációs csatornái könnyű, repeszfogó páncélzatot kaptak csupán; a maximális lemezvastag ezeken a pontokon nem haladta meg az 50 mm-t.
A lőszerraktárak számára 37 mm vastag lokális repeszfogó páncélzatot biztosítottak.
A torpedó elhárításért három hosszanti kamra felelt, melyek közül a középsőt folyadékkel telítették, míg a másik kettőt üresen hagyták. A fő keresztbordánál a harmadik kamrát egy dupla, 19+19 mm vastag függőleges torpedó válaszfal határolta, de a lőszerraktárak mellett e válaszfal vastagságát 22+22 mm-re növelték. Ez a lemezsor nem csak a torpedó elhárításért, hanem a páncélöv alatti ballisztikus védelem biztosításáért is felelt – a Dániai-szorosban vívott ütközet során épen ez a lemezsor állította meg a Bismarck egyik mélyen a vízvonal alatt becsapódó páncéltörő gránátját.

A haditengerészeti szakértők többsége a brit páncél minőségét magasan a külföldi típusok fölé helyezi, mások szerint ezt az elgondolást nem igazolják empirikus adatok; szerintük a háború utáni lőgyakorlatok alapján a brit páncél minősége nem volt egyértelműen sem magasabb sem alacsonyabb a rivális nemzetekéinél.

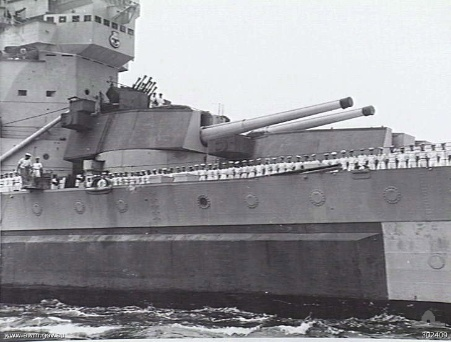
Az V. György osztályú csatahajók páncélöve jól látható a fedélzet alatt, a vízvonal felett (a képen a HMS Howe).

A Bismarck hivatalos, a Krupp vállalatok által kiadott páncéltörési görbéi alapján végzett számítások szerint a V. György osztály a következő immunitási zónákkal rendelkezett a német csatahajó 380 mm-es, 800 kg tömegű, 820 m/s kezdő sebességgel indított páncéltörő gránátjai ellen:
Motortér)
Alsó átütési határ: 22,8 km
Felső átütési határ: 31,3 km
Távolság az alsó és felső átütési határok között: 8,5 km

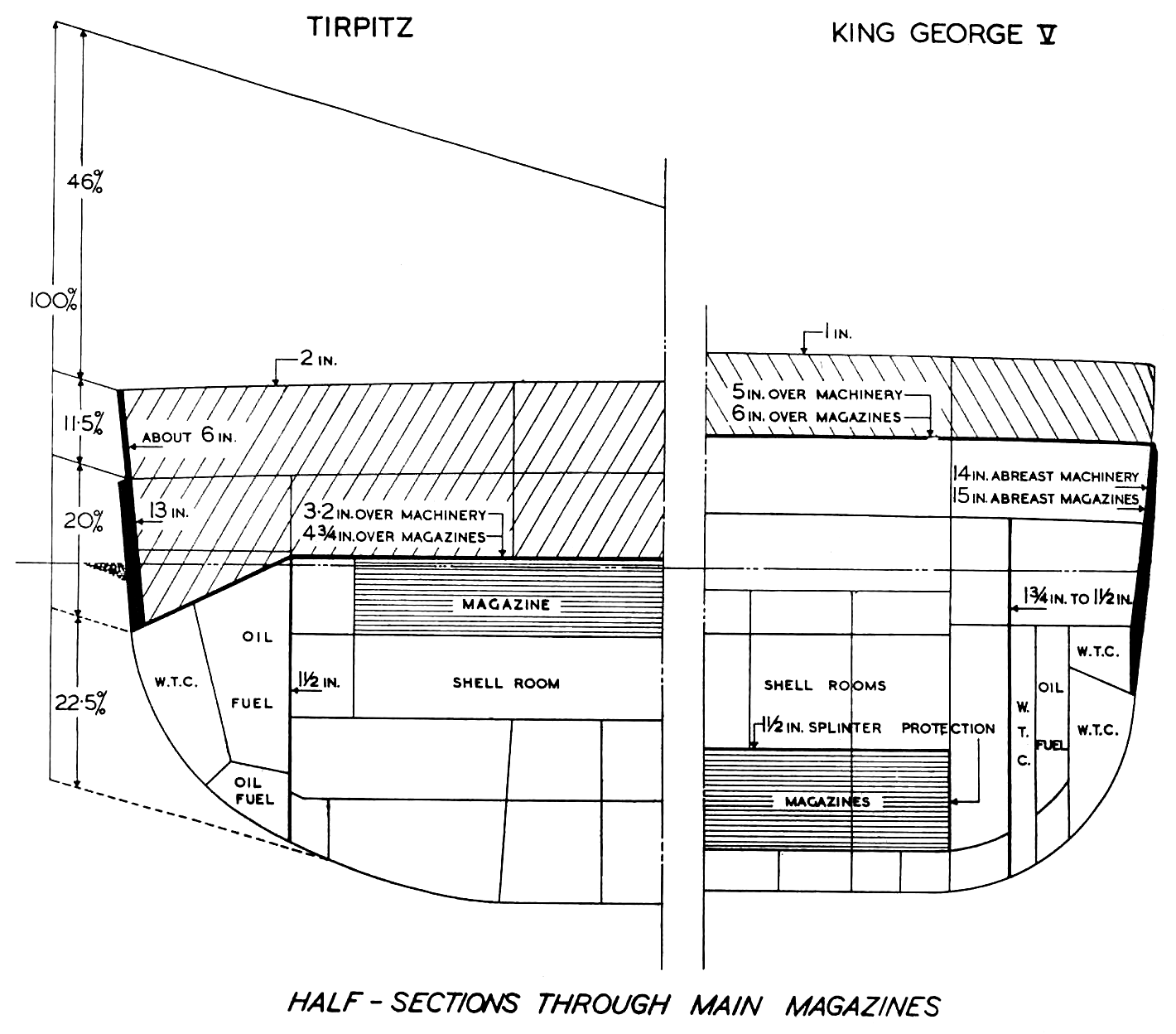
A Bismarck osztályú Tirpitz német csatahajó és a King George V. páncélzatának összehasonlító rajza. A brit típus esetében a nehéz páncélzat a hajótest jóval nagyobb részét védi, valamint a lőszerkamra is egészen mélyen a hajó gyomrába került, még a Tirpitz esetében közvetlenül a fő fedélzeti páncélzat alatt van. A német páncélelrendezés a 19.-20. század fordulójának védett, azaz páncélfedélzetes cirkálóiéra emlékeztet, emiatt több kritika is érte a Bismarck osztályt.

Lőszerraktárak)
Alsó átütési határ: 16,9 km
Felső átütési határ: 35,5 km
Távolság az alsó és felső átütési határok között: 18,6 km
Fő lövegtornyok és barbetták)
Alsó átütési határ: 25,8 km
Felső átütési határ: 31,0 km

Távolság az alsó és felső átütési határok között: 5,2 km

### Fegyverzet

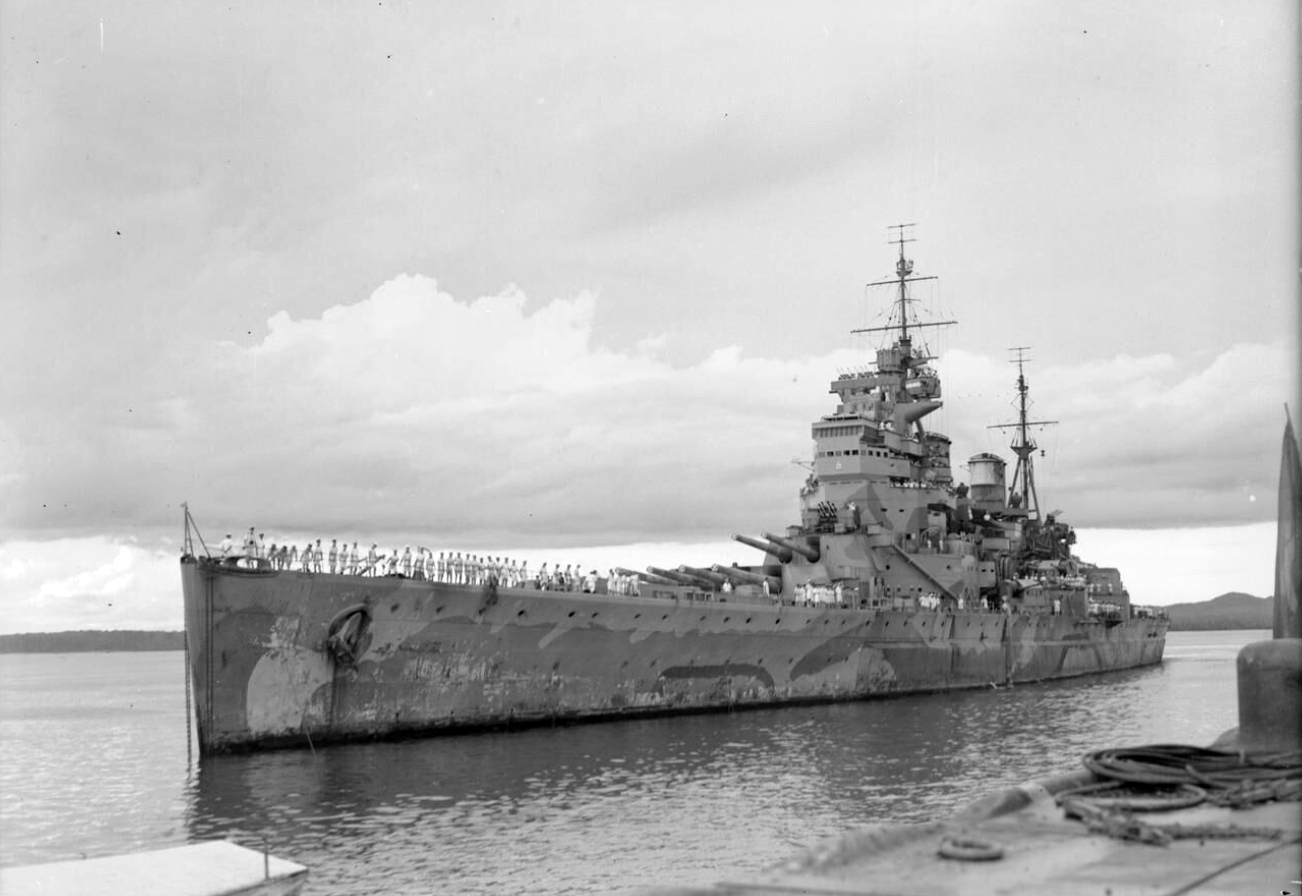
A brit HMS Prince Of Wales csatahajó röviddel elsüllyesztése előtt Szingapúrban.

Az V. György osztályú hajók fő fegyverzete 10 db BL 14 hüvelykes (356 mm) Mk VII ágyú volt, ezekből 4-4-et a hajó orrár és tatján található lövegtornyokba, a maradék kettőt az orrban található lövegtorony fölé építettek be. A lövedék tömege 720 kg. A fegyverzet kiválasztása során az Admiralitás figyelembe vett 16 és 15 hüvelykes ágyúkat is, de végül is a 14 hüvelykes ágyú mellett döntöttek. Fontos megjegyezni, hogy a következő tervezett brit csatahajóosztály, a hat egységből álló, növelt méretű Lion típus már 9 x 406 mm kaliberű főtüzérséget kapott volna. A tervezés során számos konfigurációt megvizsgáltak, köztük egyet 9 ágyúval, amelyből 2 x 3 az orrban, 3 a tatban található lövegtoronyban lett volna. Ezt végül elutasították és az osztály tervezésekor 12, 2 x 4 előre és 4 hátra beépített ágyúval számoltak. Hamar kiderült azonban, hogy az orrban található második 4-es löveg súlya és pozíciója instabillá tette volna a hajókat a megkívánt vízkiszorítás mellett, és ezért a második lövegtoronyba végül csak két ágyút szereltek.
A gyakorlatban a lövegtornyok, elsősorban a négy ágyúval, megbízhatatlannak bizonyultak, a háborús időkre jellemző sietség, a tornyok forgó és állórészei közötti illesztési problémák, a nem megfelelő tesztelés, valamint a lőszerraktárak védelmében alkalmazott megoldások nagyon bonyolult és meghibásodásra hajlamos szerkezetet eredményeztek. Hosszabb tüzelés alkalmával a lövegtornyok hajlamosak voltak beragadni (a Bismarck ellen vívott csata során ez történt a Prince of Wales-al). A későbbiekben végrehajtott módosítások és a kezelőszemélyzet jobb kiképzése nagymértékben javított a helyzeten, de továbbra sem volt ideális.
A főfegyverzetből kilőtt oldalsortűz tömege elérte a 7,2 tonnát és a lövegtornyok 40 másodpercenként voltak képesek tüzelni.
A másodlagos fegyverzet 16 db QF 5,25 hüvelykes (133 mm) Mk I ágyú volt, amelyeket kettessével építettek be a lövegtornyokba. Ezeket az ágyúkat egyaránt lehetett alkalmazni felszíni célpontok és repülőgépek ellen, maximális hatótávolsága 22 km volt, repülőgépek ellen 14 km magasságba lehetett velük tüzelni. Percenként elméletben 10-12 lövés leadására voltak képesek, de a gyakorlatban a tűzgyorsaság nem haladta meg a percenkénti 8-9 lövést. Ugyanez a löveg volt a módosított Lion osztályú 44 500 tonnás HMS Vanguard csatahajó és a 16 darab Dido osztályú, elsősorban légvédelmi feladatú brit könnyűcirkáló fő fegyverzete is.
A fegyverzet része volt még 48 db QF 40 mm-es gyorstüzelő légvédelmi ágyú és további 6 db, kézzel működtetett Oerlikon 20 mm légvédelmi ágyú. Mivel a 40 mm-es ágyúk tüzelés közben rengeteg füstöt és vibrációt gerjesztettek, az ágyúkat külön toronyból irányították, később pedig távirányítással és radarral irányították ezeket. A légvédelmi fegyverzetet a háború végére jelentősen megnövelték: az HMS Anson fedélzetén 65 db 20 mm-es Oerlikon, 6 db nyolccsövű és 6 db négycsövű 40 mm-es ágyú volt.

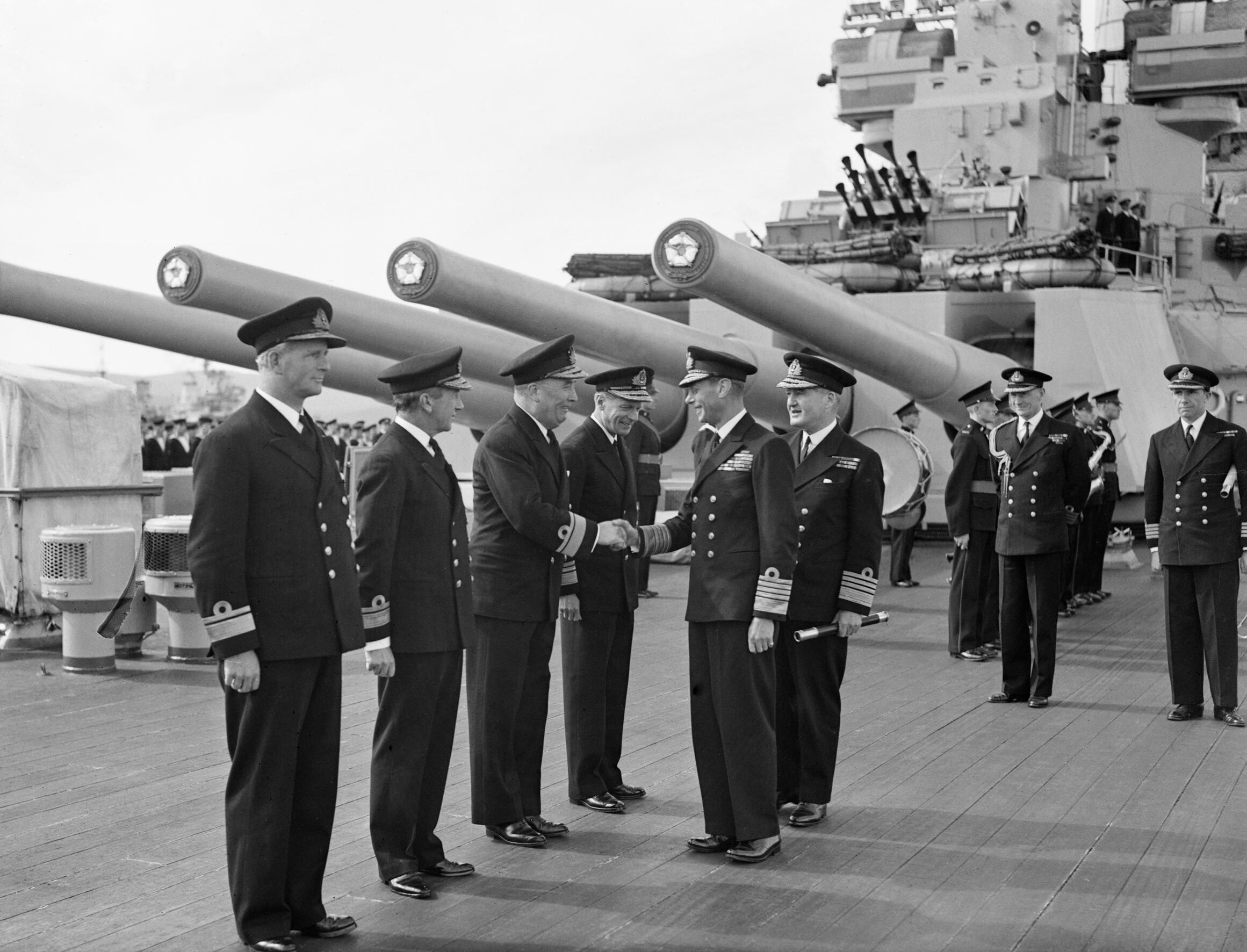
Főtisztek fogadják VI. György királyt az HMS Duke of York csatahajó tatfedélzetén, a hátsó négyágyús lövegtorony előterében 1943. augusztus 16-án.
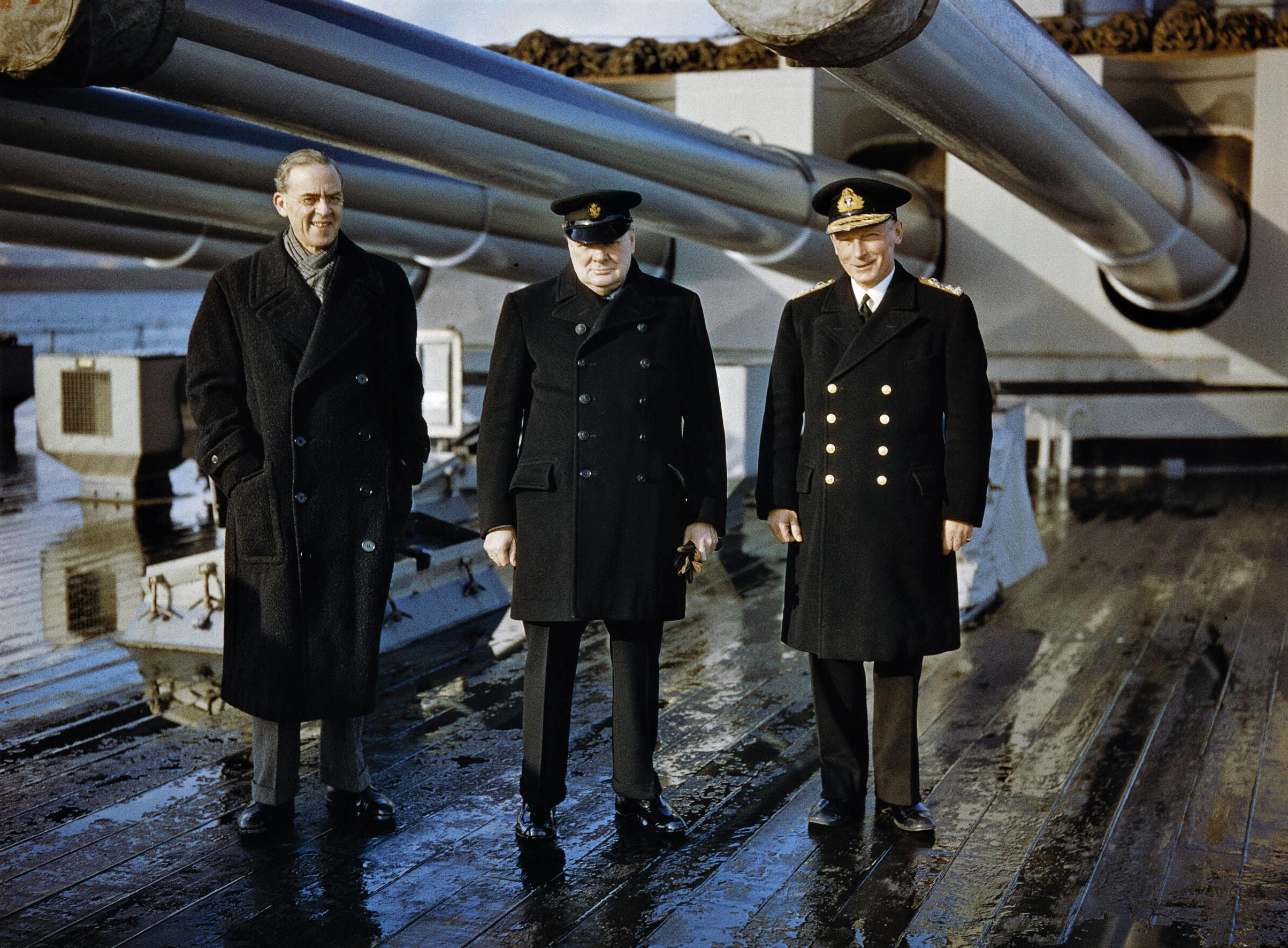
A Honi Flotta (Home Fleet) főparancsnoka, Sir John Tovey tengernagy, Winston Churchill miniszterelnök és Sir Stafford Cripps az HMS King George V tatfedélzetén, a hátsó négyágyús lövegtorony előtt, 1942. október 11-én.
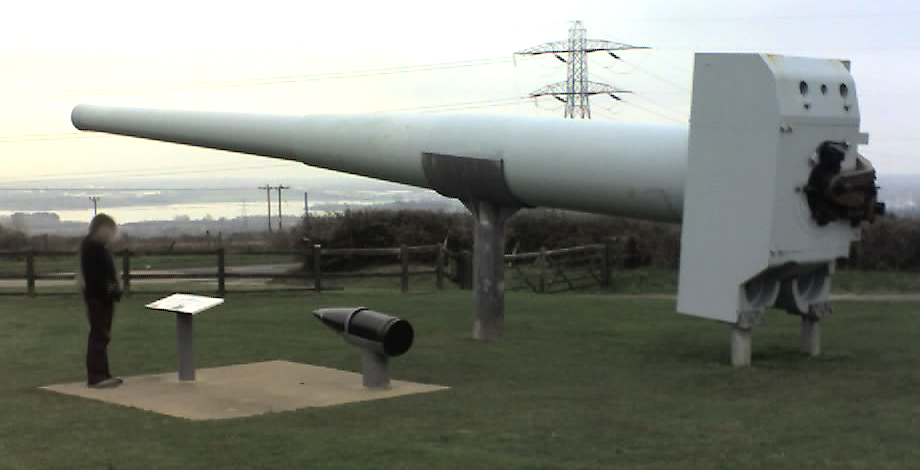
A King George V. osztály fő fegyverzetét képező, 80.26 tonnás 356 mm L/50 Mk VII ágyú, lövedékének tömege 720 kg. A képen látható, hajón sosem használt löveg a Royal Armoury Fort Nelson múzeumban található Hampshire, Nagy-Britannia.
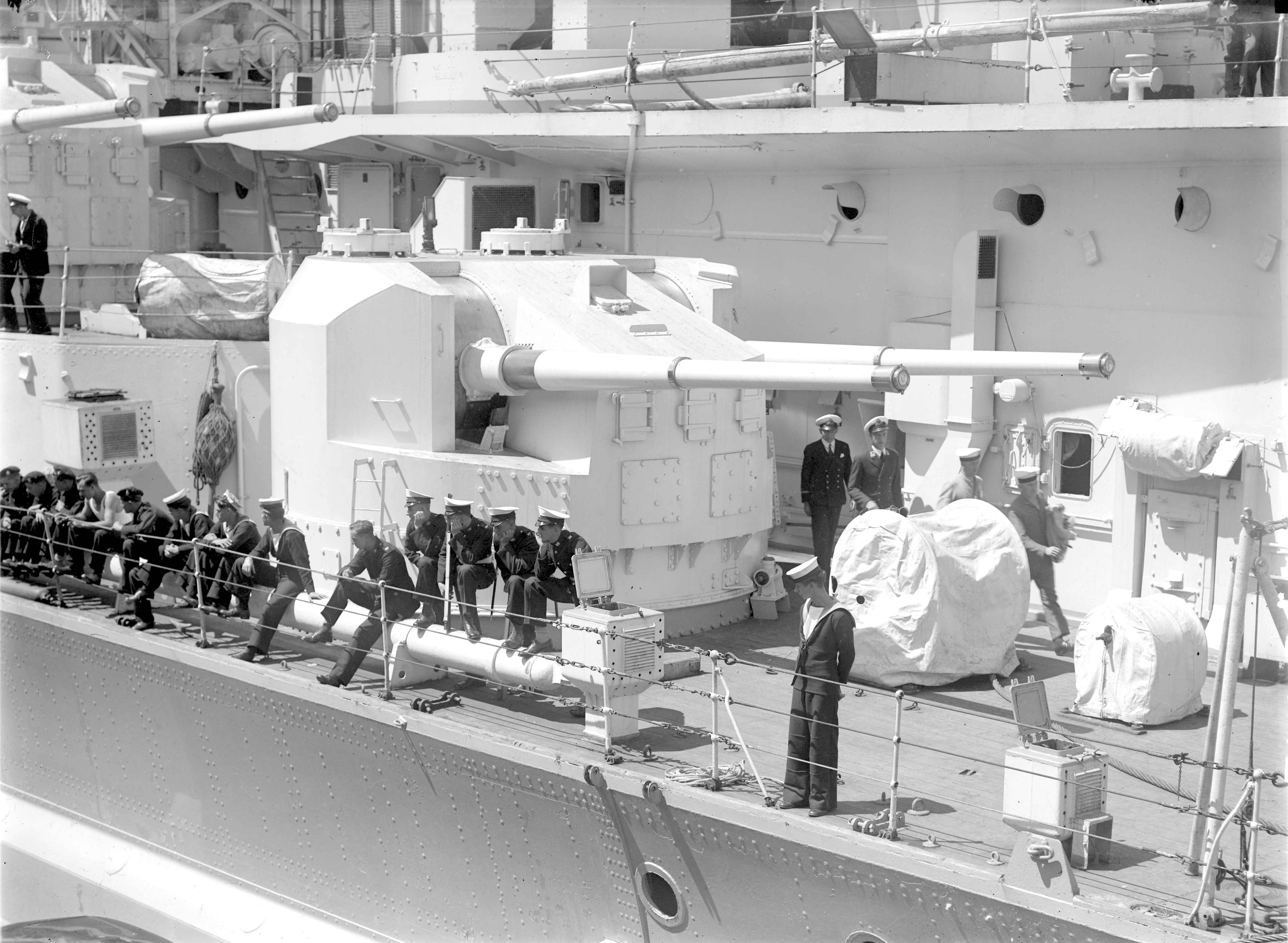
A King GeorgeV. osztály másodlagos fegyverzetét képező 133 L/50 univerzális, légi és tengeri célpontok ellen egyaránt hatásos QF 5.25 inch Mark I típusú ágyúk.
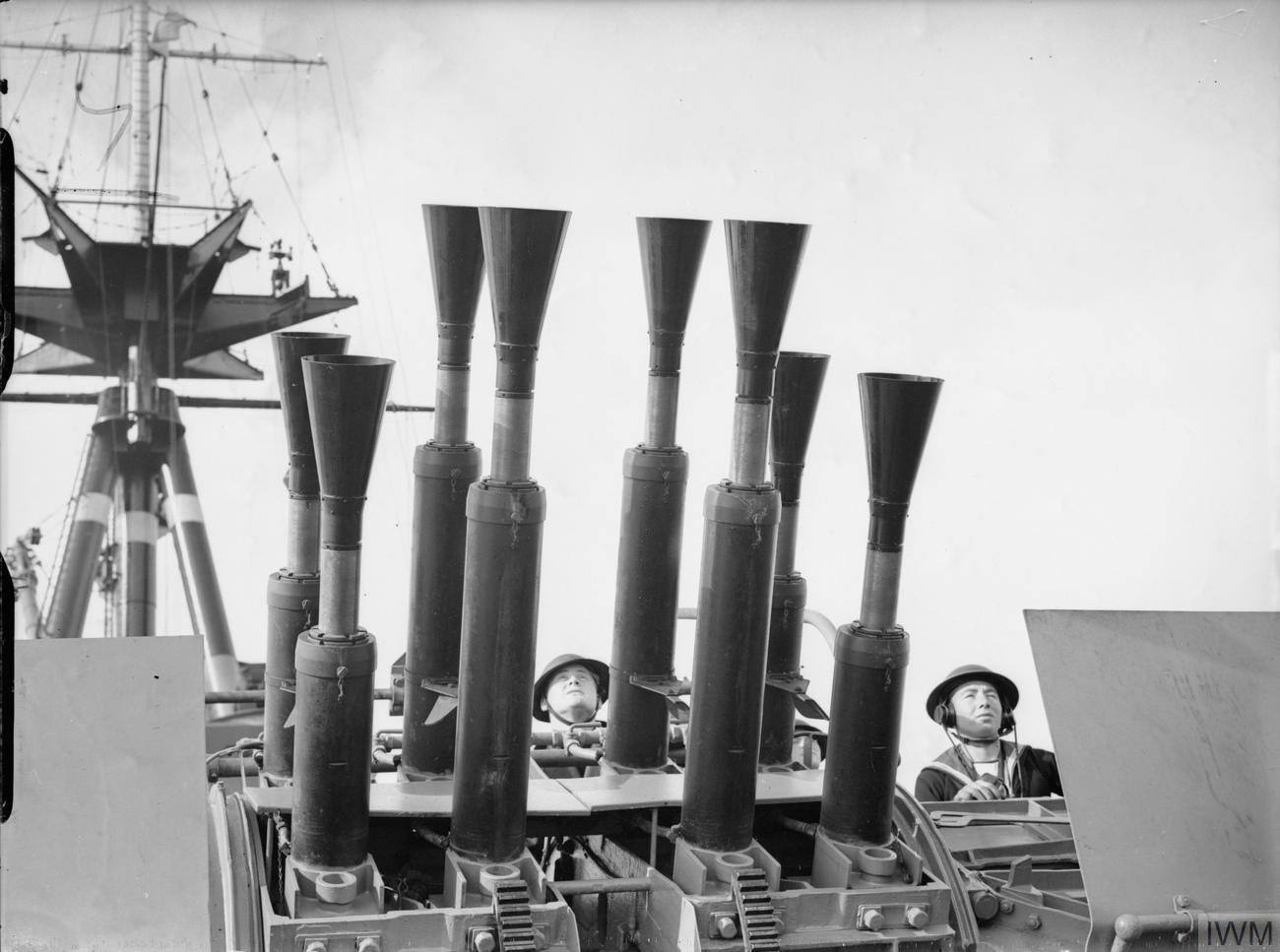
Nyolccsövű QF 2-pounder típusú 40 mm-es légvédelmi gépágyú az HMS Rodney csatahajó fedélzetén. A King George V. osztály egységei előbb négy, majd végül nyolc-tíz ilyen nyolccsövű gépágyúval rendelkeztek.

### Tűzvezetés
Az V. György osztályú csatahajók fő fegyverzetét két magaslati tüzérségi állás szolgálta ki. Mindkét harcállást ellátták egy 4,57 méteres bázistávolságú, koincidenciális távmérővel.
Az elülső harcállásra ezen felül egy Type 284 típusjelzésű rádiólokátort is rászereltek. Ez a műszer 600 MHz-es frekvencián és 50 cm-es hullámhosszon üzemelt, 25 kW maximális kimenő teljesítmény mellett. A rádiólokátor lehetővé tette ellenséges csatahajók nyomon követesét több mint 18 km-es távolságig.
A kvadrupla lövegtornyokba 12,50 méteres, a dupla lövegtoronyba egy 9,14 méteres bázistávolságú, koincidenciális távmérőket szereltek.
A rádiólokátor és távmérők szolgáltatta adatokat az Admiralitás legújabb, AFCT Mark IX típusjelzésű tűzvető számítógépe dolgozta fel.

## A hajóosztály egységei
| Hajó neve           | Regisztrációs száma | Névadója                                                       | Építő                                          | Megrendelés        | Építés kezdete   | Vízrebocsátás     | Szolgálatba állítás | Sorsa                                                      |
| ------------------- | ------------------- | -------------------------------------------------------------- | ---------------------------------------------- | ------------------ | ---------------- | ----------------- | ------------------- | ---------------------------------------------------------- |
| HMS King George V   | 41                  | V. György király                                               | Vickers-Armstrong                              |                    | 1937. január 1.  | 1939. február 21. | 1940. december 11.  | 1957-ben ócskavasként értékesítették                       |
| HMS Prince of Wales | 53                  | A walesi herceg VIII. Eduárd, V. György fia, VI. György bátyja | Cammell Laird, Birkenhead                      | 1936. július 29.   | 1937. január 1.  | 1939. május 3.    | 1941. március 31.   | 1941. december 10-én a Dél-kínai tengeren elsüllyesztették |
| HMS Duke of York    | 17                  | York hercege Az uralkodó, VI. György címe koronázása előtt     | John Brown and Company, Clydebank              | 1936. november 16. | 1937. május 5.   | 1940. február 28. | 1941. november 4.   | 1957-ben ócskavasként értékesítették                       |
| HMS Anson           | 79                  | George Anson, Anson 1. bárója                                  | Swan Hunter                                    |                    | 1937. július 20. | 1940. február 24. | 1942. június 22.    | 1957-ben ócskavasként értékesítették                       |
| HMS Howe            | 32                  | Richard Howe, Howe 1. grófja                                   | Fairfield Shipbuilding and Engineering Company | 1937. április 28.  | 1937. június 1.  | 1940. április 9.  | 1942. augusztus 29. | 1958-ban ócskavasként értékesítették                       |

## Szolgálatban

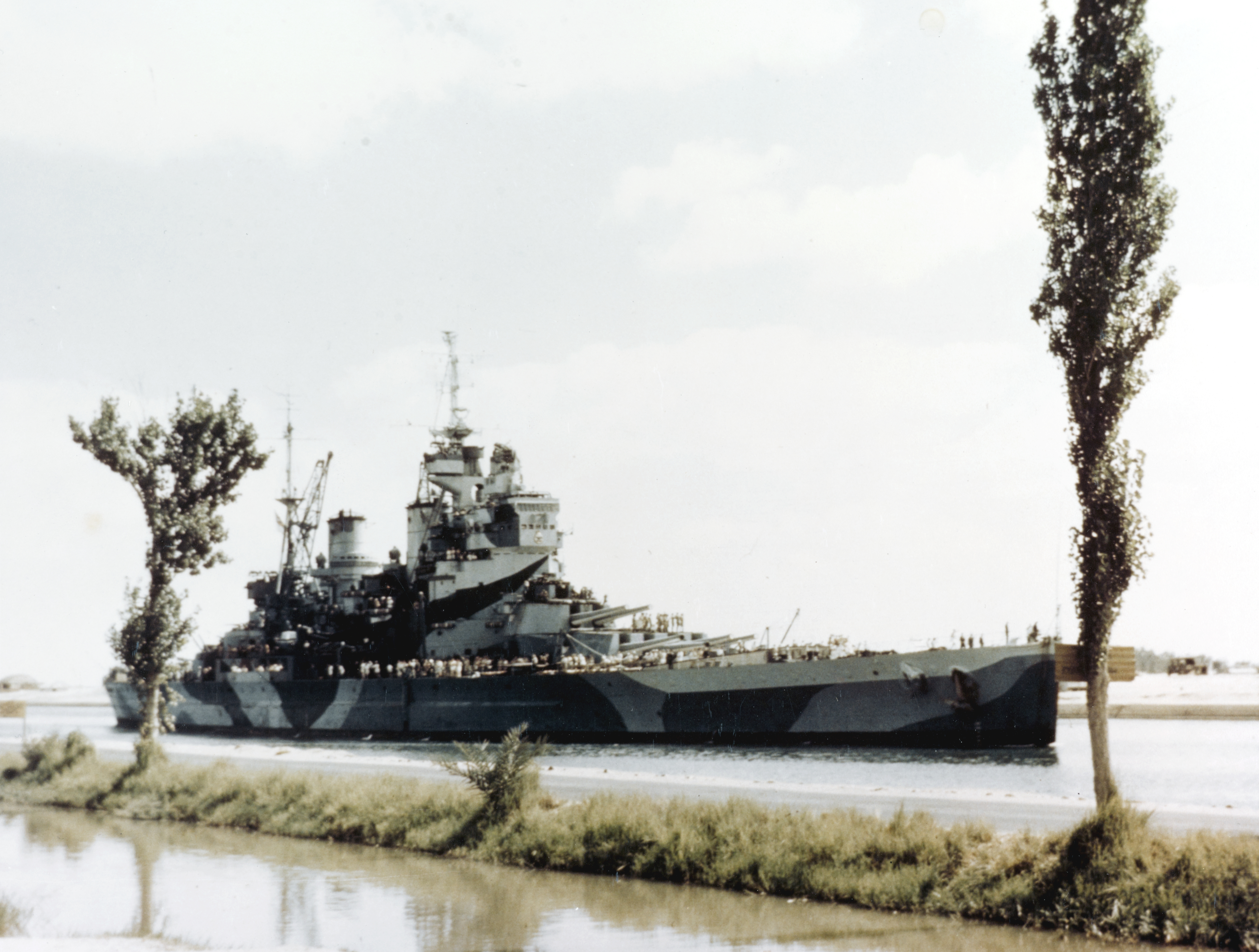
Az HMS Howe brit csatahajó a Szuezi-csatornán való átkelése közben, 1944-ben, útban a Távol-Keletre.

A hajóosztály első két hajója, a HMS King George V és a HMS Prince of Wales részt vett a német Bismarck csatahajó elleni hadműveletben, 1941 májusában. 1941. május 24-én a Dánia-szorosban a német Kriegsmarine egységei, a Bismarck és a Prinz Eugen nehézcirkáló ellen vívott ütközetben a Sir Lancelot Holland (1887-1941) altengernagy parancsnoksága alatt álló brit kötelékből az HMS Hood csatacirkáló elsüllyedt, az HMS Prince of Wales pedig megrongálódott. A csata előzménye volt, hogy a német Bismarck csatahajó kifutott a lengyelországi Gdańsk kikötőjéből és arra készült, hogy kísérőhajói (a Prinz Eugen nehézcirkáló, négy tengeralattjáró, két kisegítő és öt tartályhajó) kíséretében kitör az Atlanti-óceánra. Ezzel egyidőben a franciaországi Brest kikötőjében állomásozó Scharnhorst és Gneisenau csatacirkálóknak is csatlakozni kellett volna, de a brit bombázók súlyosan megrongálták a két csatacirkálót. Emiatt a flotilla parancsnoka, Günther Lütjens admirális azt kérte a haditengerészet parancsnokságától, hogy halasszák el a kitörést, amíg meg nem javítják a Scharnhorst-ot vagy el nem készül a Bismarck testvérhajója, a Tirpitz csatahajó. Erre azonban nem kapott engedélyt.
A brit flotta egységei, köztük a Home Fleet (Honi Flotta) zászlóshajója, az HMS King George V. csatahajó, az HMS Prince of Wales, az HMS Hood és HMS Repulse csatacirkálók, az HMS Victorious repülőgép-hordozó és további 20 cirkáló és romboló álltak készen, hogy a Bismarck kitörését megakadályozzák. Az HMS Norfolk és Suffolk nehézcirkálókra bízták a Dánia-szoros őrzését. 1941. május 22-én egy felderítő repülőgép vette észre először a Bismarck-ot, majd május 23-án az HMS Norfolk és az HMS Suffolk találkoztak először a német hajókkal. Este 20.30 körül a Bismarck tüzet nyitott a Norfolk-ra, amely ekkor visszavonult.
A német hajók folytatták útjukat a Dánia-szoroson keresztül, de május 24-én hajnali 5.30-kor találkoztak a brit flotta egyik felével, amelyet a Prince of Wales és a Hood vezettek. A hajók 5.55-kor értek lőtávolságba és azonnal tüzet nyitottak. A Bismarck-ról kilőtt ötödik sortűz egyik lövedéke átütötte a Hood fedélzetét és a lőszerraktárba csapódva, azt felrobbantva kettétörte a hajót, ez a sérülés a csatacirkáló elsüllyedéséhez vezetett. Az HMS Hood elsüllyedése után az HMS Prince of Wales egyedül maradt a német hajókkal szemben és négy találat érte. A főfegyverzet mechanikai problémái miatt 25%-kal csökkent a tűzgyorsasága, négyágyús fő lövegtornyai pedig alig működtek, így röviddel 6 után a kapitány visszavonulót fújt. A hátsó fedélzeten található 356 mm-es ágyúk folytatták a tüzelést, amíg a lövegtorony meghibásodása miatt itt is tüzet kellett szüntetni. Az összecsapásban a Bismarck is komoly károkat szenvedett.
Az HMS King George V. az HMS Rodney csatahajó és kíséretük segítségével süllyesztette el a Bismarckot 1941. május 26-27-én.
Az HMS Duke of York és kísérete süllyesztette el a német Scharnhorst csatacirkálót 1943. december 26-án, az északi-foki csatában.

## Átépítések
A háború alatt a hajóosztály meglévő négy egységét számos alkalommal korszerűsítették, külső megjelenésük nagyjából változatlan maradt, az átalakítások során megnövelték a légvédelmi ágyúk számát, radarberendezéseket telepítettek, illetve felkészítették a hajókat a távol-keleti szolgálatra (javították a szellőztetést).
1944-ben eltávolították a King George V, Duke of York, Anson és Howe fedélzeti repülőgépeit.
A King George V-öt 1944 elején korszerűsítették – a repülőgép eltávolítása mellett megnövelték a légvédelmi tüzérséget, az egycsövű Oerlikonokat kétcsövűre cserélték, és a radart is korszerűsítették.
A Duke of York-on előbb 1942 december és 1943 február között, majd 1944 október és 1945 eleje között végeztek átalakításokat.
A Howe-ot 1943 december és 1944 április között korszerűsítették és készítették fel a csendes-óceáni szolgálatra.
Az Anson-t 1944 július és 1945 február között korszerűsítették, elsősorban új légvédelmi fegyverzet és korszerűbb radarberendezés beépítésével.

## Összehasonlítás a korszerűbb brit típusokkal
| A King George V. osztály és a modernebb brit típusok | Nelson osztály (2 egység)                                                         | King George V. osztály (5 egység)                                         | Lion osztály (6 egység – nem épültek meg)                  | HMS Vanguard                                                              |
| ---------------------------------------------------- | --------------------------------------------------------------------------------- | ------------------------------------------------------------------------- | ---------------------------------------------------------- | ------------------------------------------------------------------------- |
| Vízkiszorítás: sztenderd/maximális                   | 37 000 t / 44 054 t (1945-ben)                                                    | 39 100 t / 45 360 t (1945-ben)                                            | 40 550 t / 46 300 t                                        | 44 500 t / 51 420 t                                                       |
| Hossz                                                | 216.4 m                                                                           | 227.1 m                                                                   | 239.3 m                                                    | 248.2 m                                                                   |
| Szélesség                                            | 32.3 m                                                                            | 31.4 m                                                                    | 31.7 m                                                     | 32.9 m                                                                    |
| Max. merülés                                         | 10.2                                                                              | 9.9 m                                                                     | 10.21 m                                                    | 10.62 m                                                                   |
| Övpáncélzat                                          | 356 – 330 mm                                                                      | 381 – 114 mm                                                              | 381 – 279 mm                                               | 356 – 343 mm                                                              |
| Fedélzeti páncélzat                                  | 159 – 95 mm                                                                       | 152 – 64 mm                                                               | 152 + 37 – 63 mm                                           | 152 – 63 mm                                                               |
| Fő lövegtornyok páncélzata                           | Homlok: 406 mm, oldal: 280–229 mm, hátul: 229, tető: 184 mm, barbetta: 381–305 mm | Homlok: 324 mm, oldal: 284 – 174 mm, tető: 149 mm, barbetta: 324 – 275 mm | Homlok: 374 mm, oldal: 254 mm, hátul: 229 mm, tető: 152 mm | Homlok: 330 mm, oldal: 229 – 178 mm, tető: 152 mm, barbetta: 330 – 279 mm |
| Fő fegyverzet                                        | 9 x 406 mm L/45 BL Mk I ágyú                                                      | 10 x 356 mm L/50 BL Mk VII ágyú                                           | 9 x 406 mm L/45 BL Mk II, vagy Mk III ágyú                 | 8 x 381 mm L/42 RP.12 Mk I/N ágyú                                         |
| Fő fegyverzet lövedékének tömege                     | 929 kg                                                                            | 720 kg                                                                    | 1077 kg                                                    | 879 kg                                                                    |
| Fő fegyverzet teljes sortüzének tömege               | 8361 kg                                                                           | 7200 kg                                                                   | 9693 kg                                                    | 7032 kg                                                                   |
| Másodlagos fegyverzet                                | 12 x 152 mm L/50 BL Mk XXII                                                       | 16 x 133 mm L/50 QF Mk I ágyú                                             | 16 x 133 mm L/50 QF Mk I ágyú                              | 16 x 133 mm L/50 RP.10 Mk I ágyú                                          |
| Hajtómű teljesítménye                                | 45 000 LE                                                                         | 110 000 LE                                                                | 130 000 LE                                                 | 130 000 LE                                                                |
| Sebesség                                             | 23 csomó                                                                          | 28 csomó                                                                  | 30 csomó                                                   | 30 csomó                                                                  |

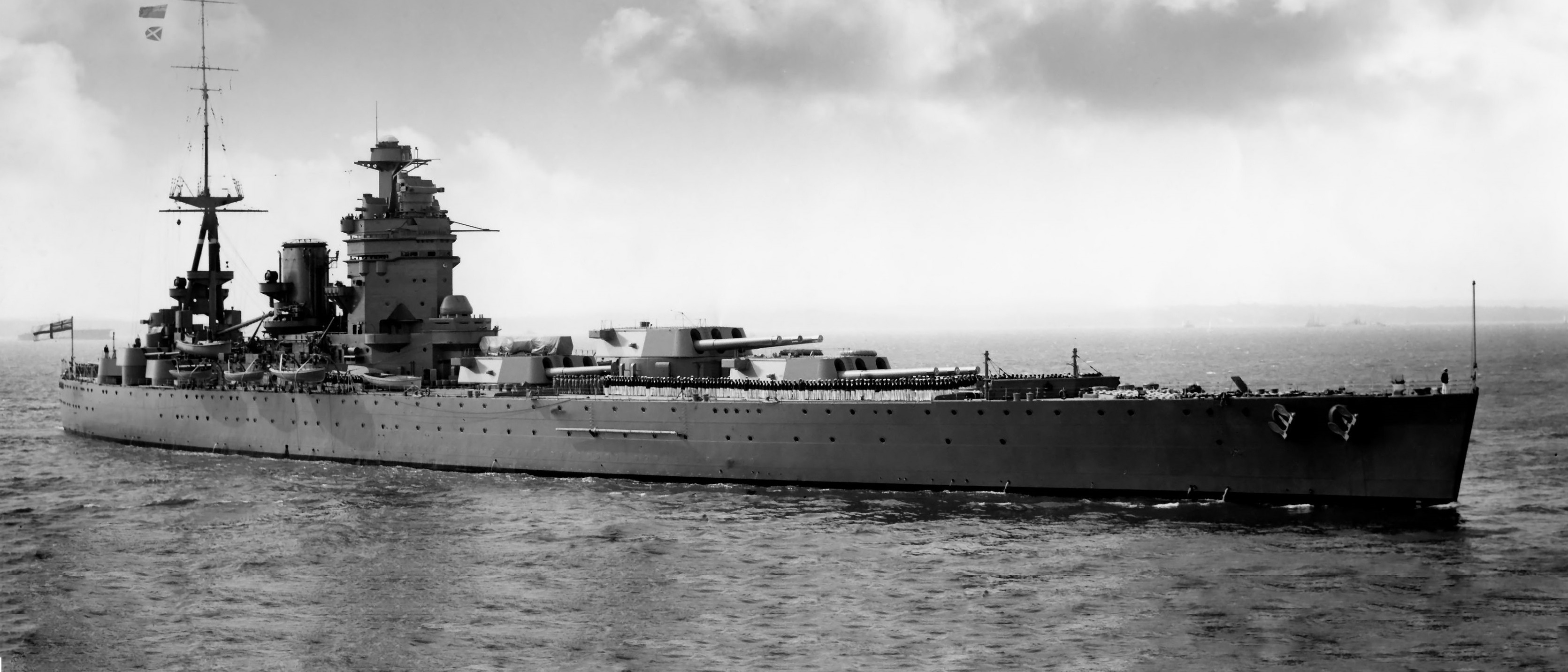
A Nelson osztályú HMS Rodney brit csatahajó
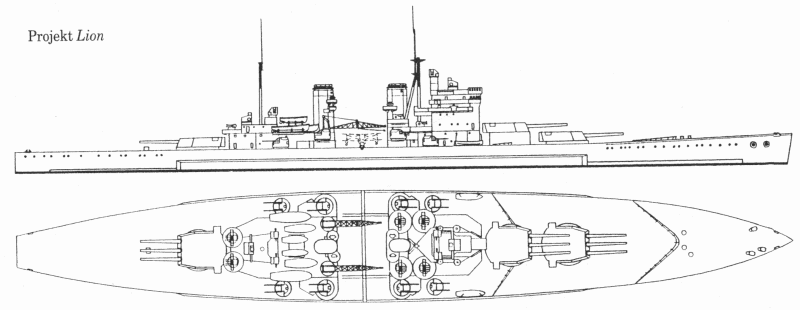
A tervezett Lion osztályú brit csatahajók jellegrajza
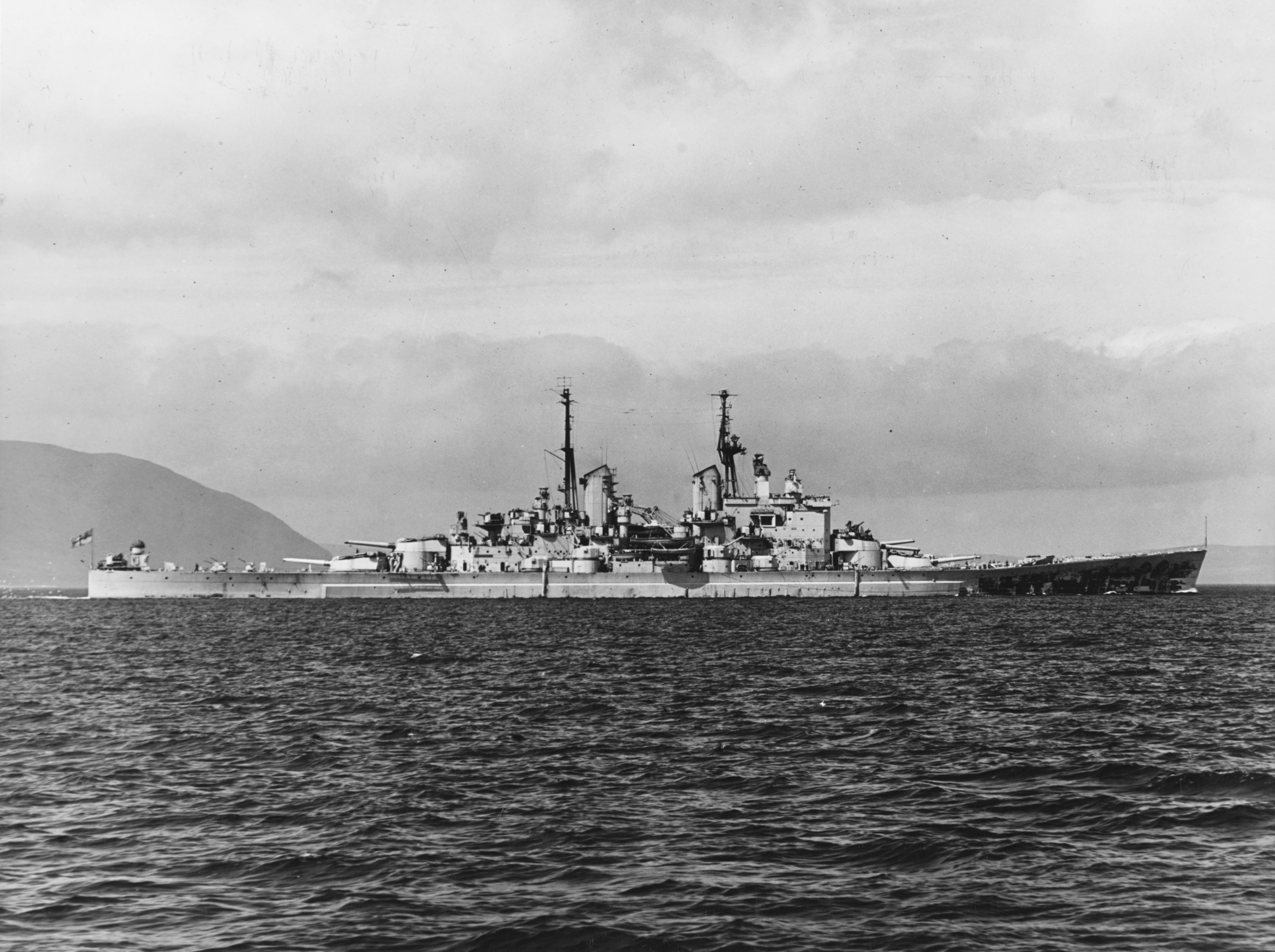
Az HMS Vanguard brit csatahajó 1947-ben

## Képgaléria

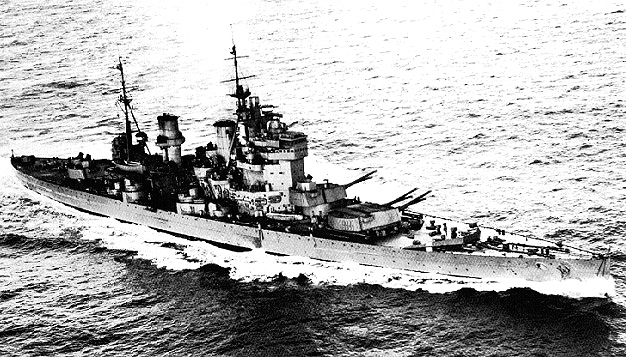
Az HMS King George V. brit csatahajó 1941-ben, "B" és "Y" lövegtornyán légvédelmi rakétavetőkkel, a hatástalan eszközöket rövidesen nyolccsövű QF 2-pounder 40 mm-es gépágyúkra cserélték
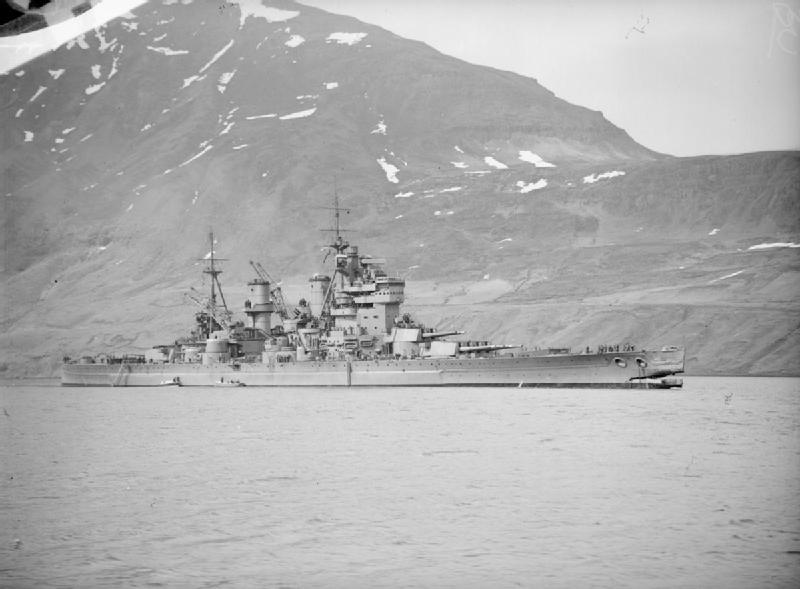
Az HMS King George V. brit csatahajó az  HMS Punjabi romboló 1942. május 1-i legázolását követően, súlyosan sérült orral Izlandon. A balesetben a romboló elsüllyedt
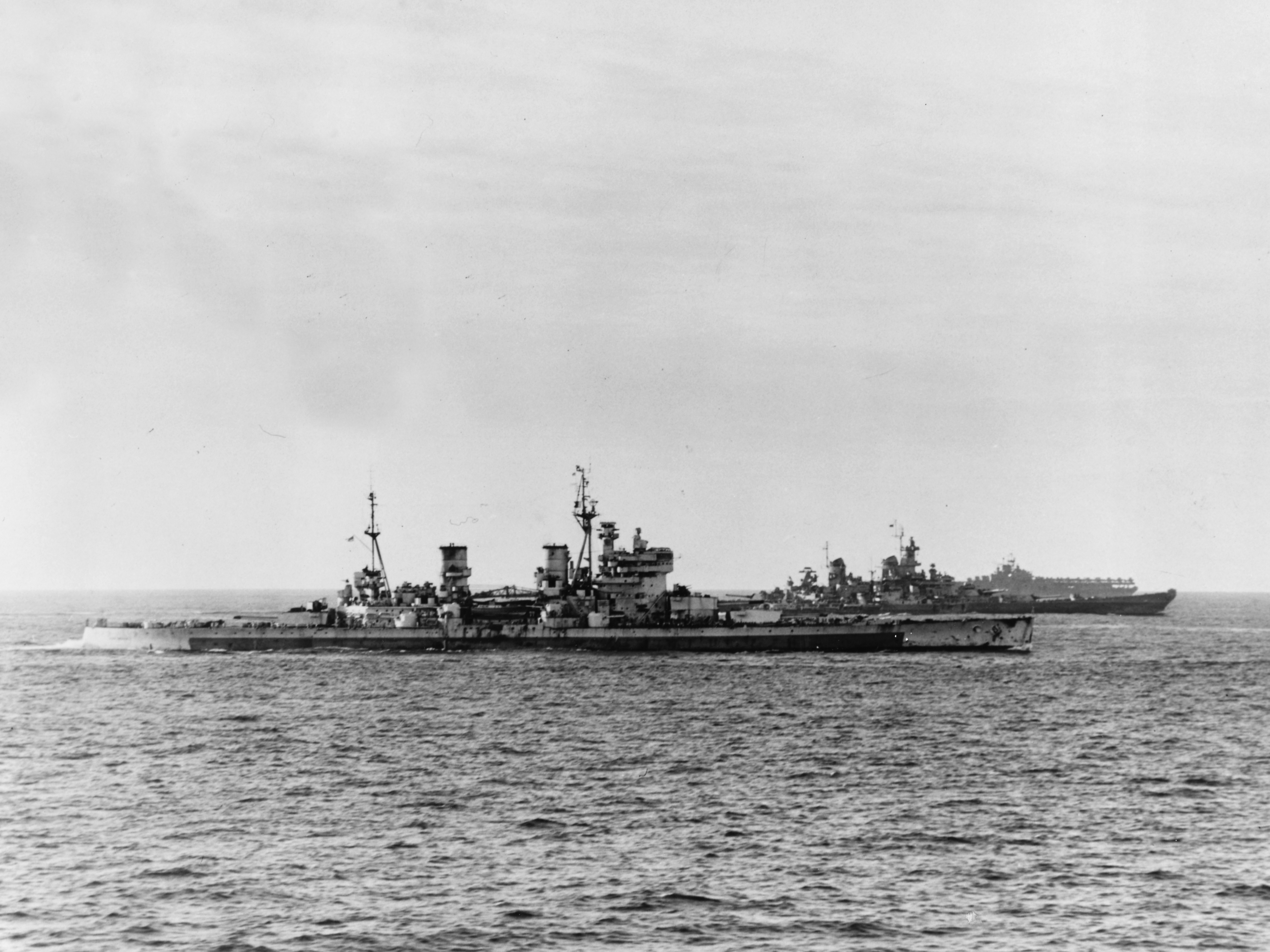
A brit HMS King George V. csatahajó 1945-ben a Tokiói-öbölben, a háttérben amerikai hadihajók, a USS Missouri csatahajó és egy Essex osztályú repülőgép-hordozó látható
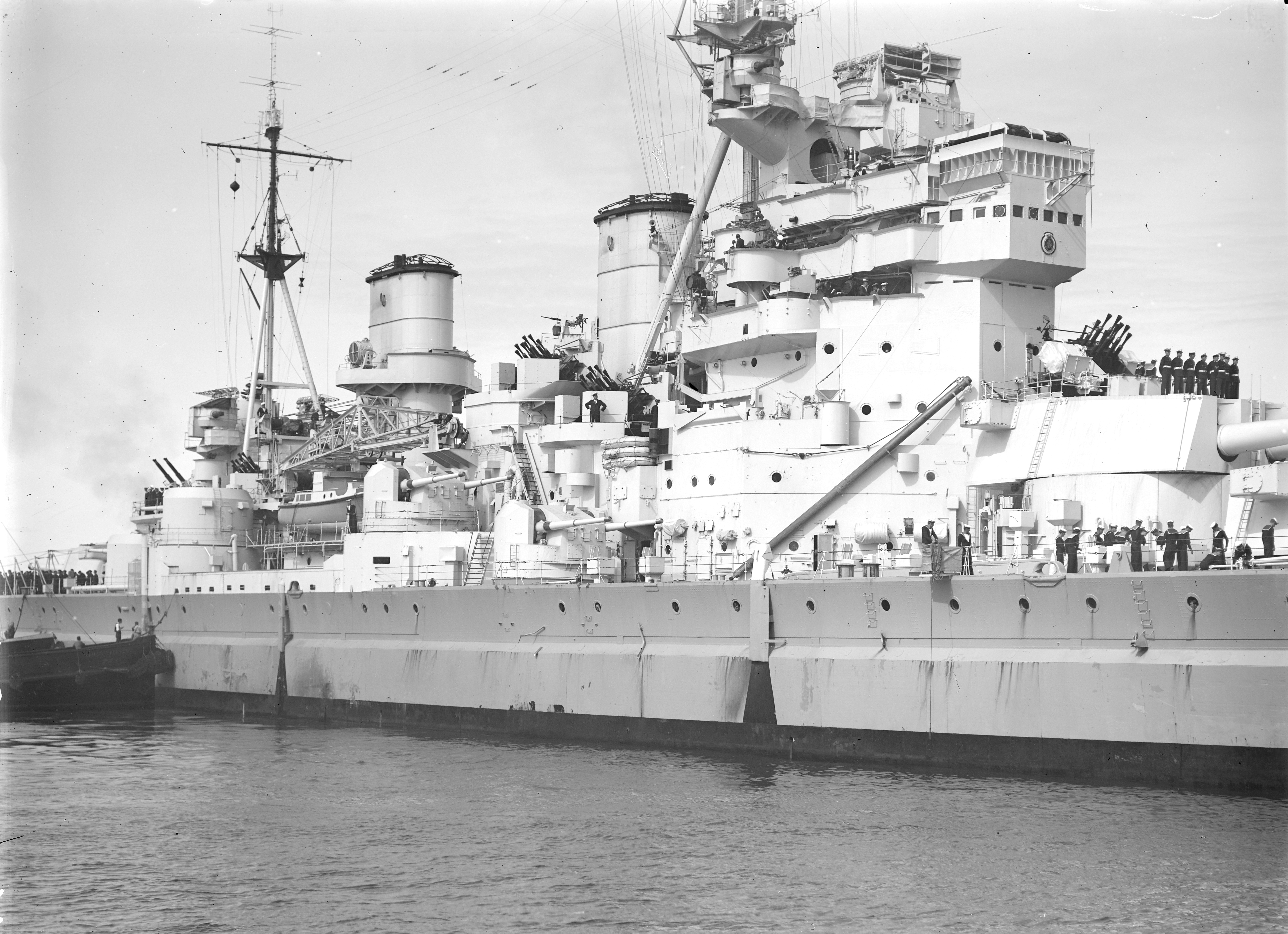
Az HMS King George V. brit csatahajó 1945-ben
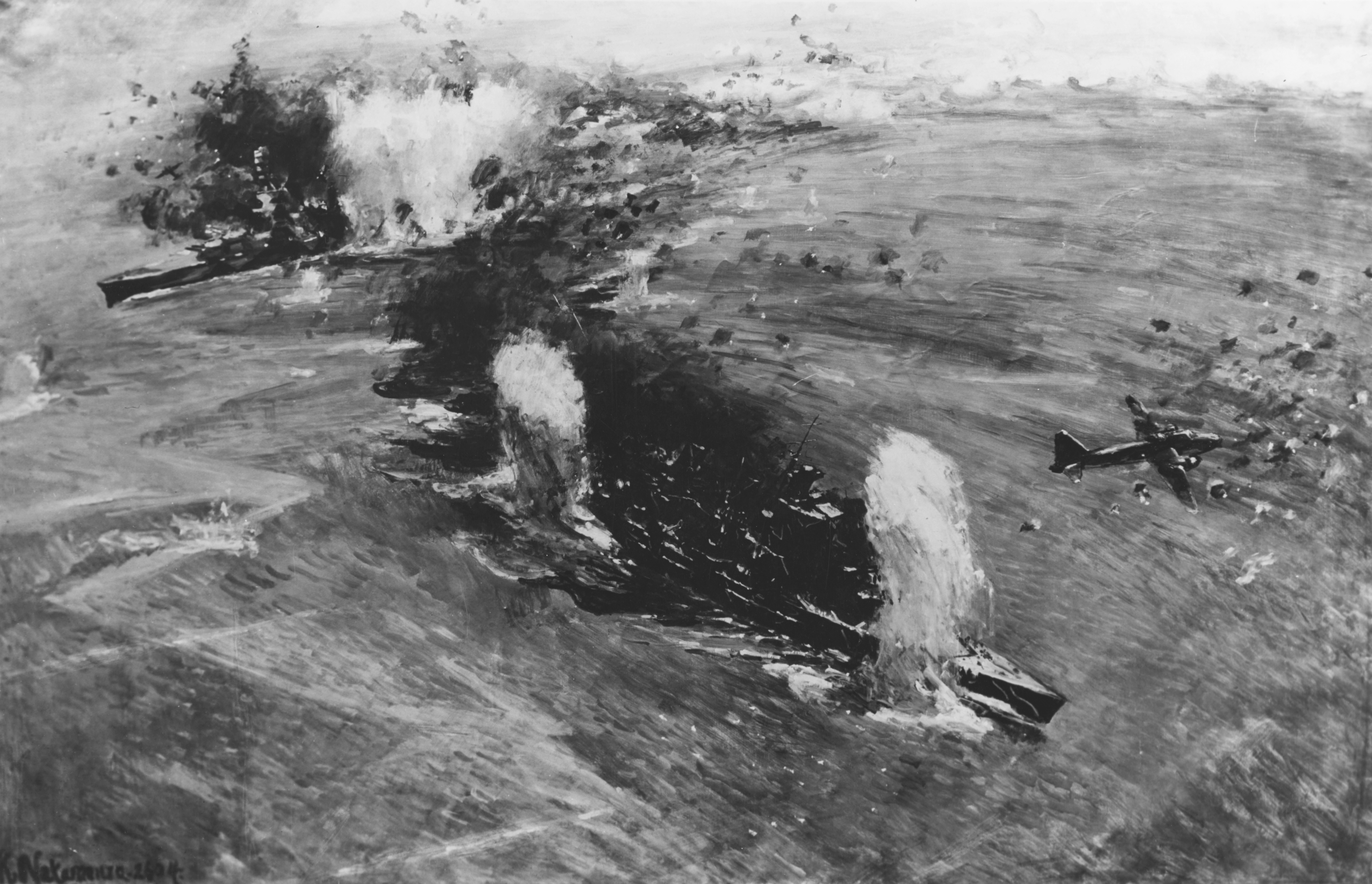
Rajz az HMS Repulse (balra, alul) és az HMS Prince of Wales brit nehéz hadihajókról – 1941. december 10-én mindkét egység japán légitámadásnak esett áldozatul. A képen az HMS Repulse csatacirkálót éppen bombatalálat érte, mellette további bombák becsapódása látszik, az HMS Prince of Wales csatahajó pedig jelentős mennyiségű füstöt generálva igyekszik menekülni
Az 1941. december 10-én a brit HMS Prince of Wales csatahajót ért első, az egység elvesztéséhez döntő mértékben hozzájáruló torpedótalálat okozta sérüléseket és a vízbetörés útját mutató grafika
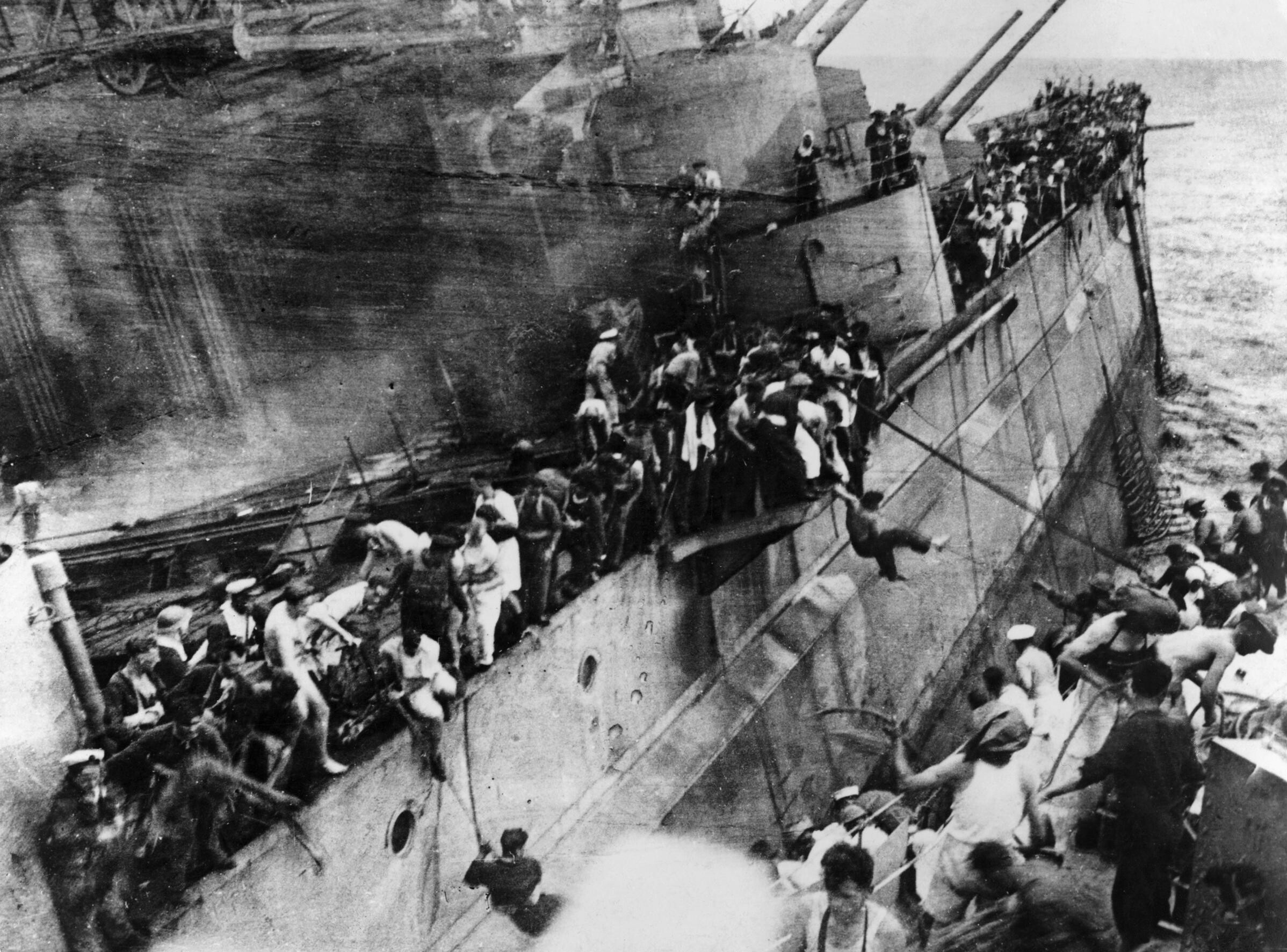
A legénység menekül a süllyedő HMS Prince of Wales brit csatahajó fedélzetéről 1941. december 10-én
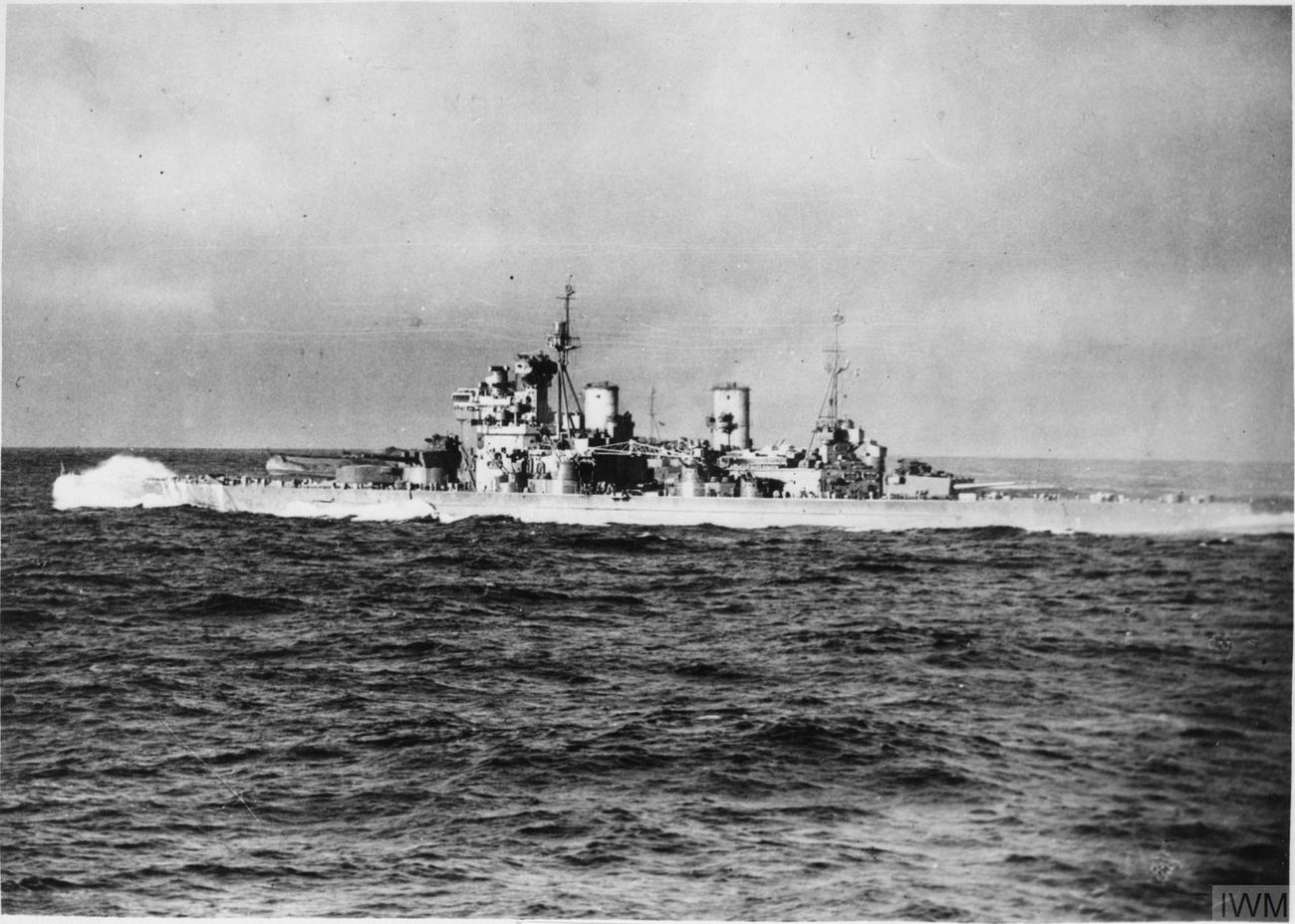
Az HMS Duke of York brit csatahajó, miközben a PQ 12 jelű konvojt kísérte 1942 márciusában
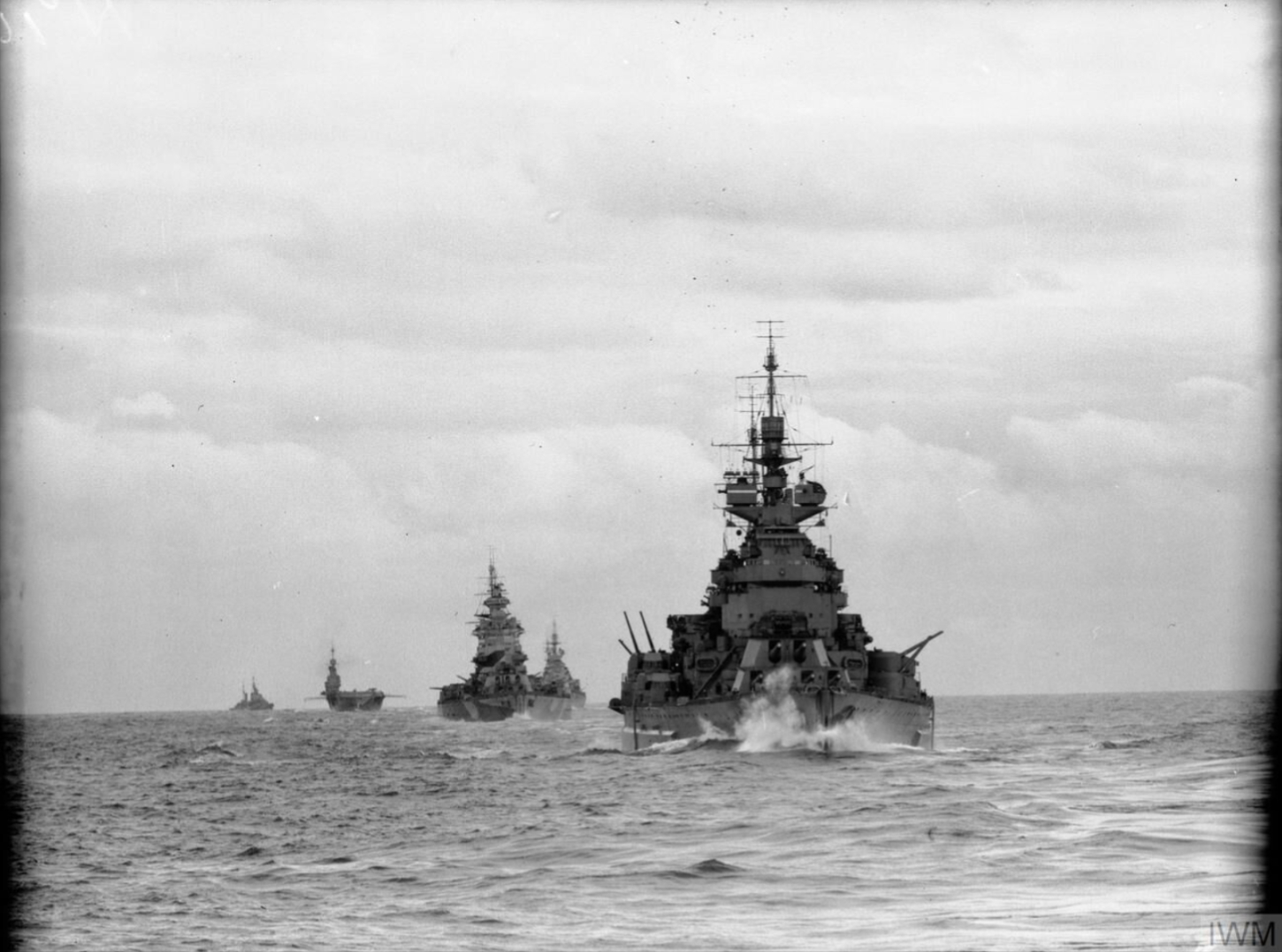
Az HMS Duke of York csatahajó vezette alakzat a Fáklya-hadművelet során. Mögötte sorban az HMS Nelson csatahajó, az HMS Renown csatacirkáló, az HMS Formidable repülőgép-hordozó és az HMS Argonaut légvédelmi cirkáló haladnak
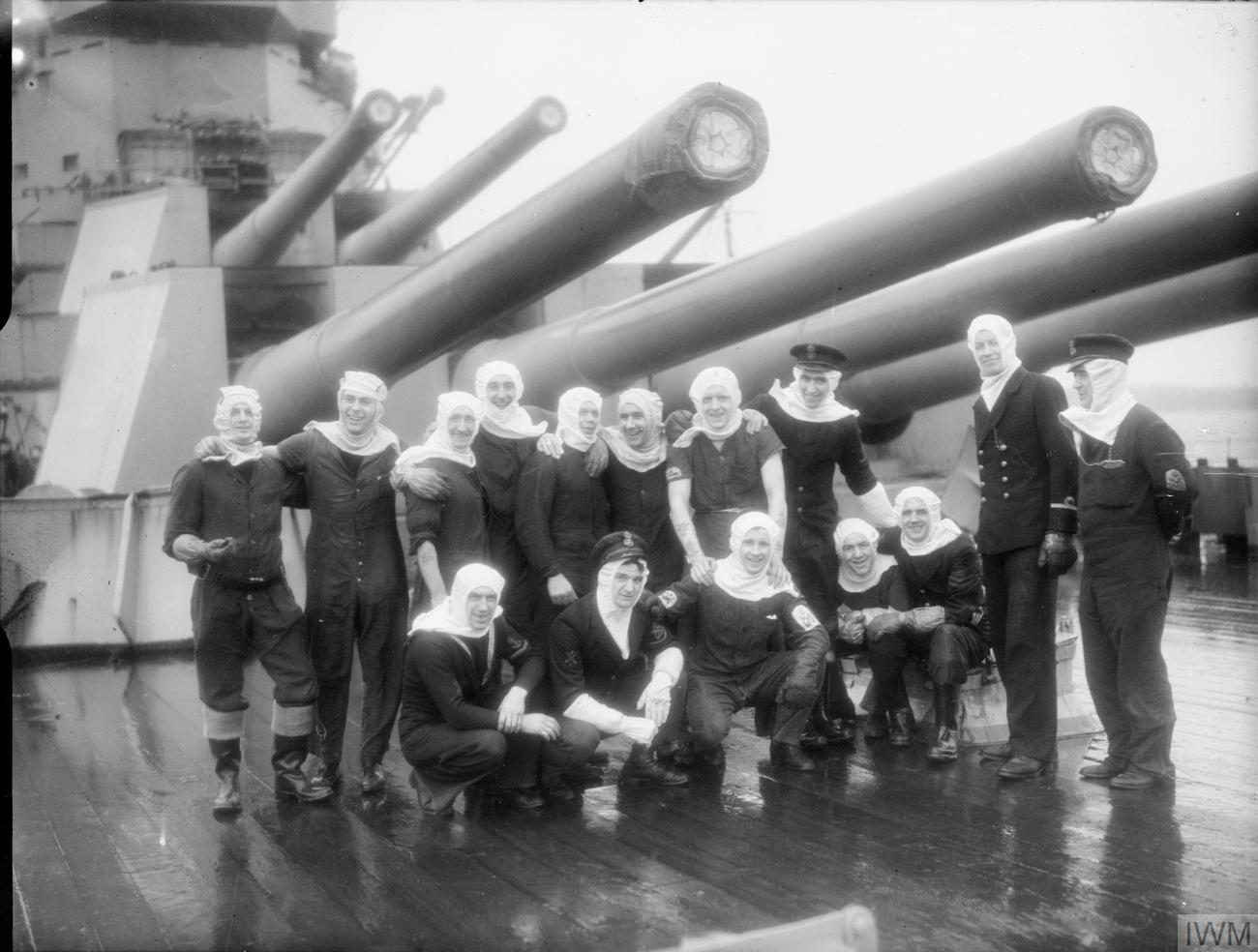
Az HMS Duke of York csatahajó tüzérei 356 mm-es ágyúik előtt pózolnak, a német Scharnhorst csatacirkáló elsüllyesztése után
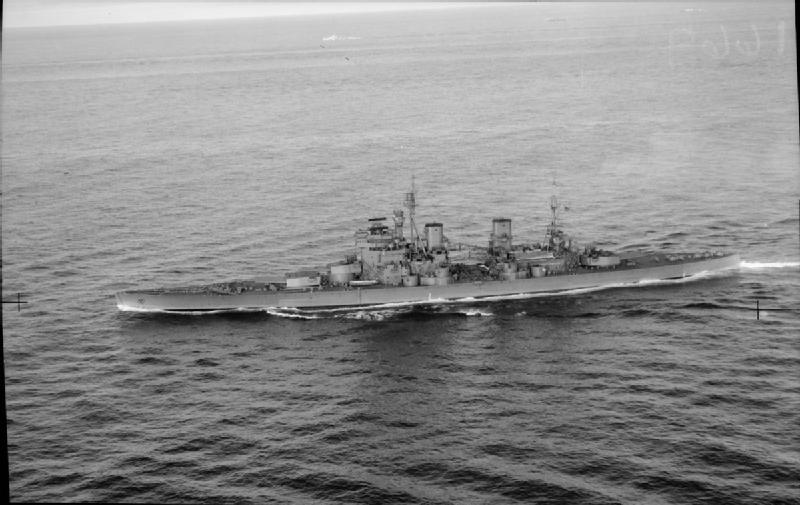
A brit HMS Duke of York csatahajó
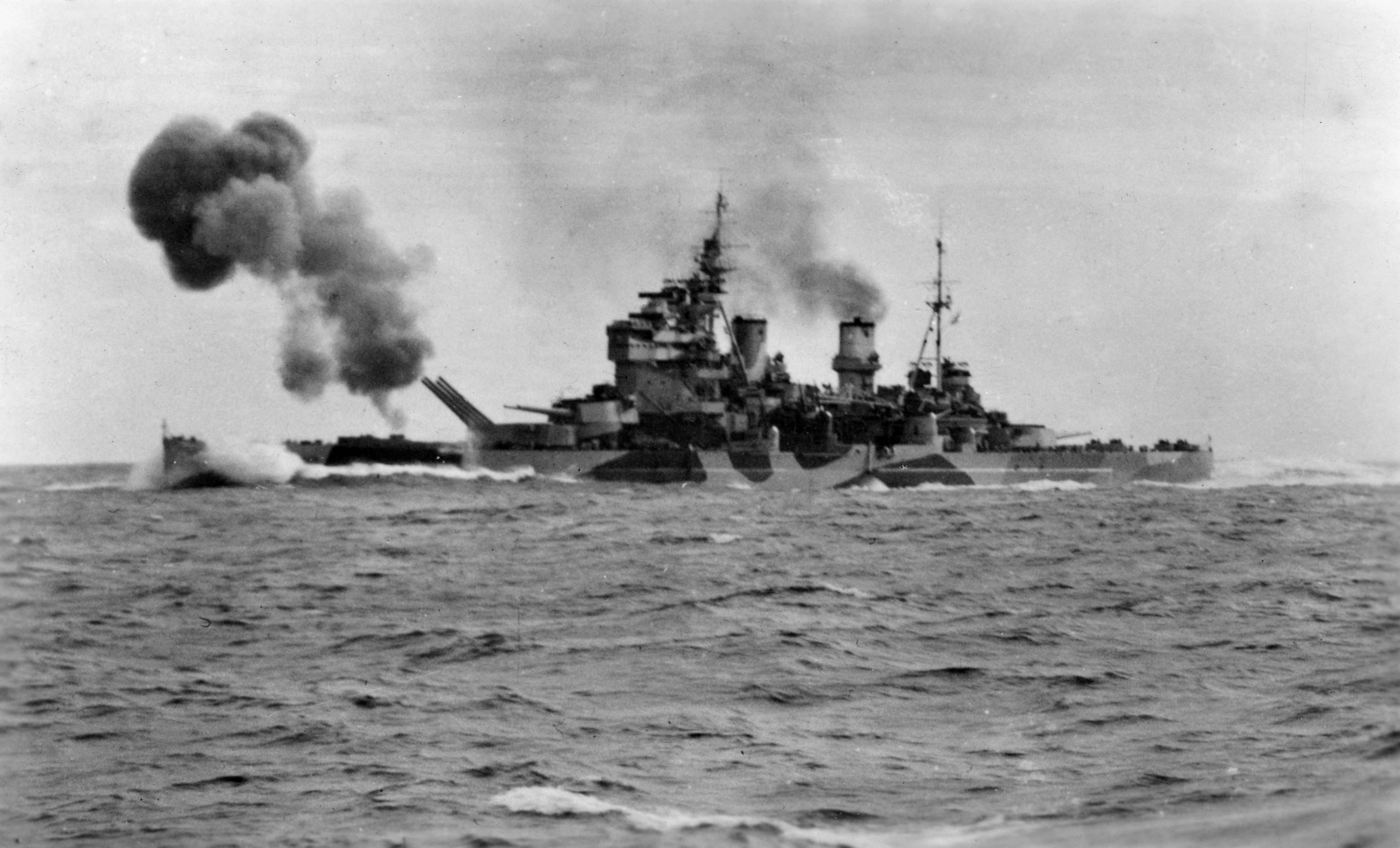
Az HMS Anson brit csatahajó lőgyakorlaton 1942-ben az Északi-tengeren
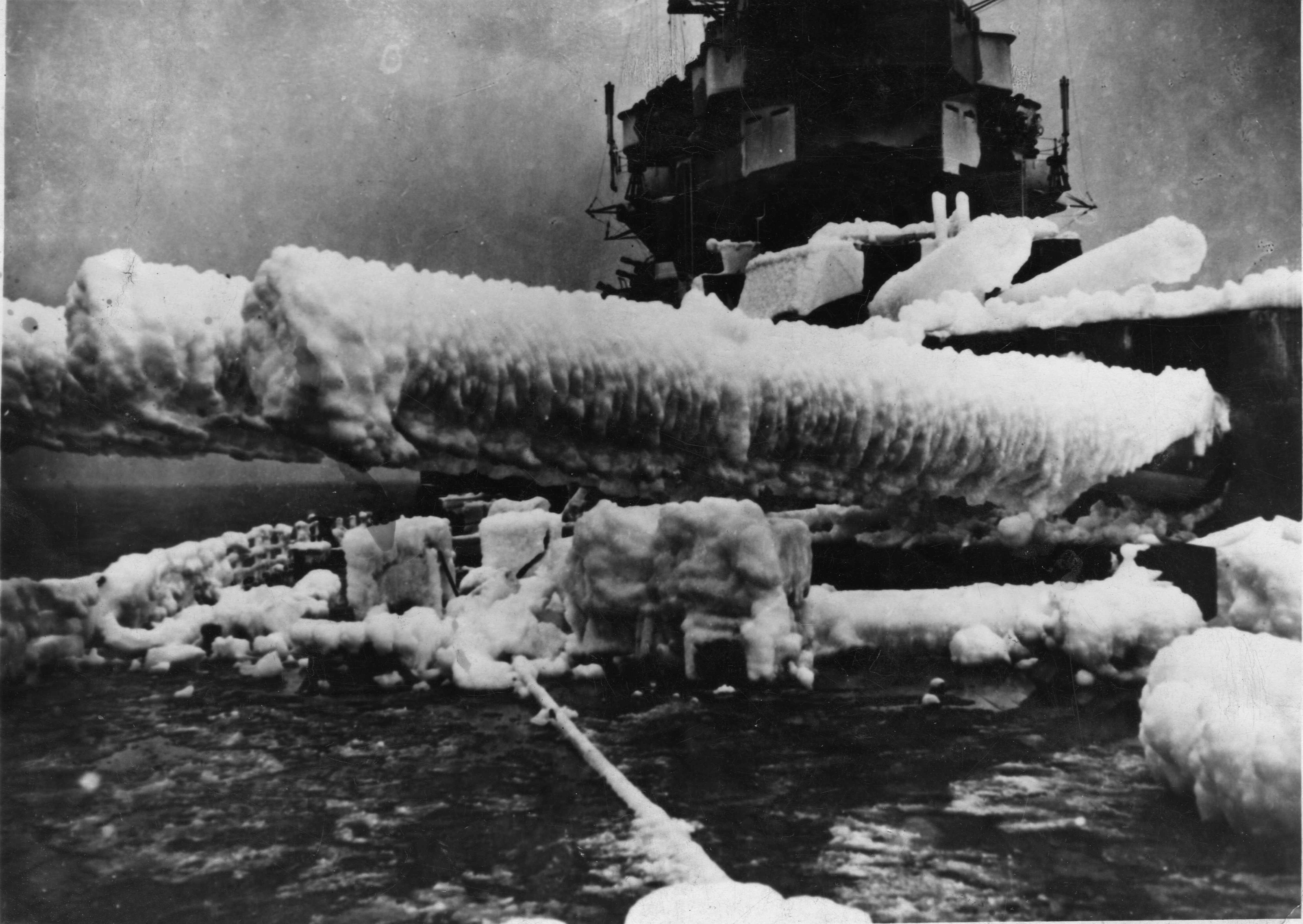
Az HMS Anson csatahajó jéggel borított lövegtornyai és fedélzete konvojkíséret ellátása közben a sarkkörön
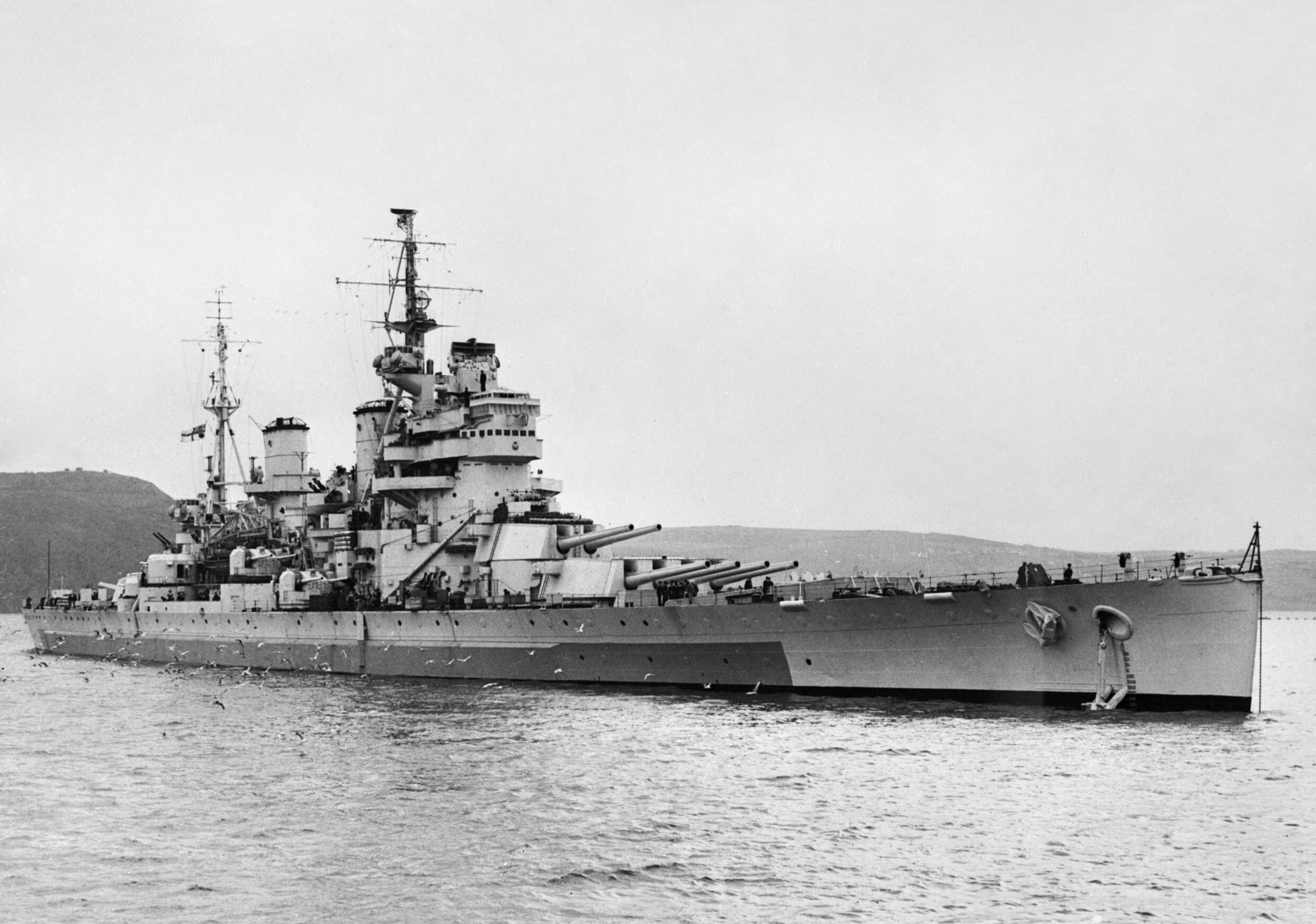
Az HMS Anson brit csatahajó 1945 márciusában Devonportban
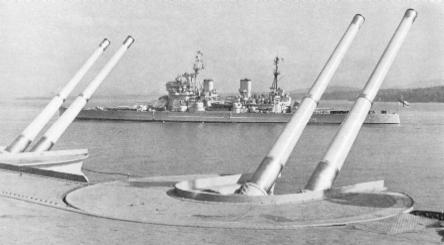
Az HMS Anson csatahajó az HMS Implacable repülőgép-hordozó fedélzetéről fényképezve. Jól láthatóak a hordozó 114 mm-es kétágyús lövegtornyai.
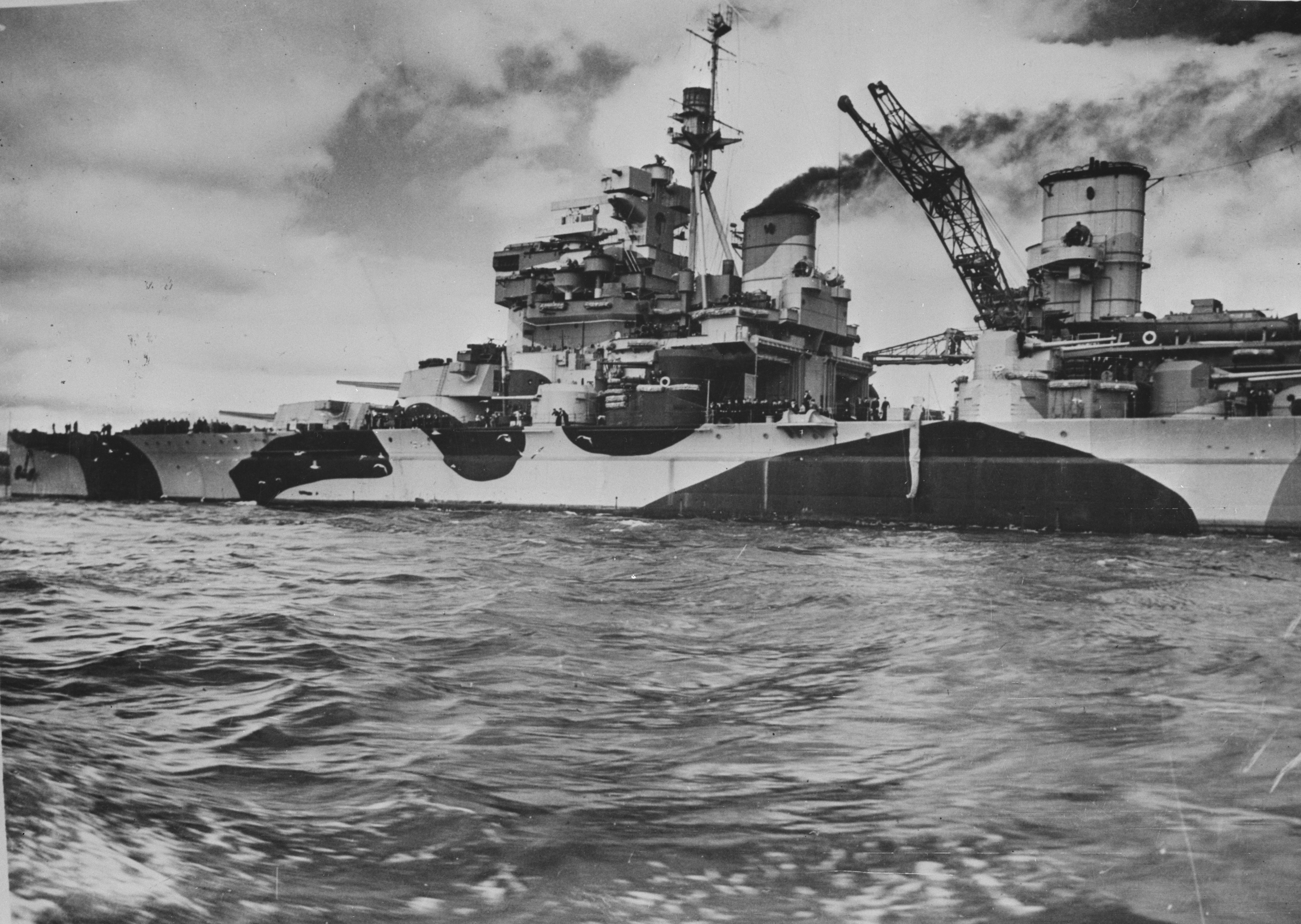
Az HMS Howe brit csatahajó 1943-ban.
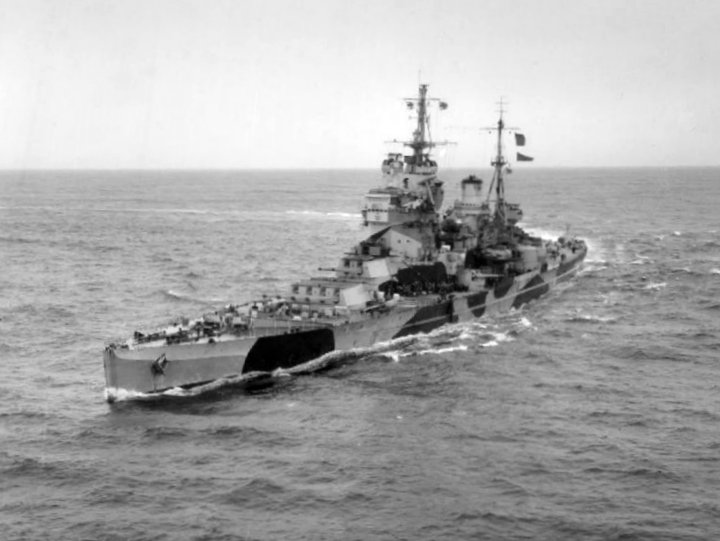
Az HMS Howe brit csatahajó 1943-ban
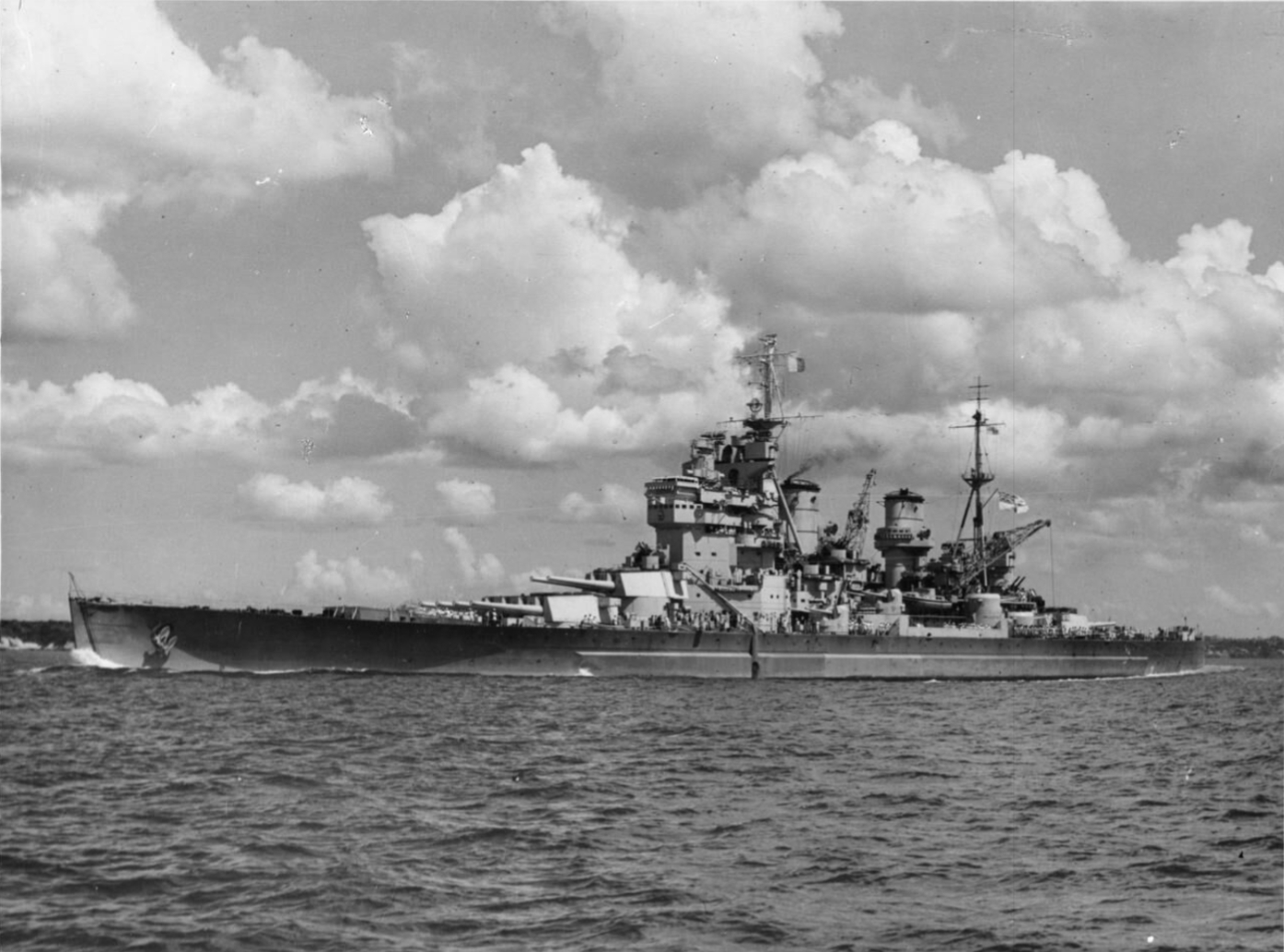
Az HMS Howe brit csatahajó 1945-ben, Új-Zélandon, Aucklandben
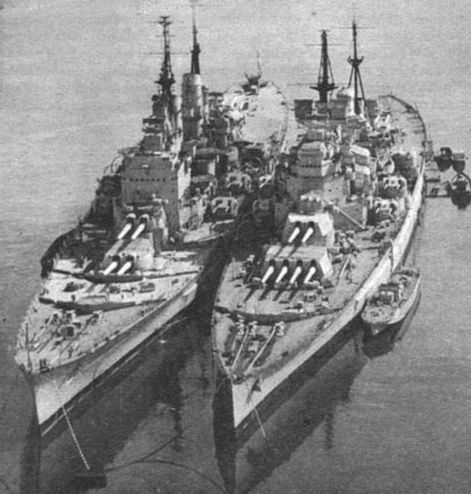
Az HMS Vanguard és az HMS Howe (jobbra) brit csatahajók 1956-ban, Devonportban
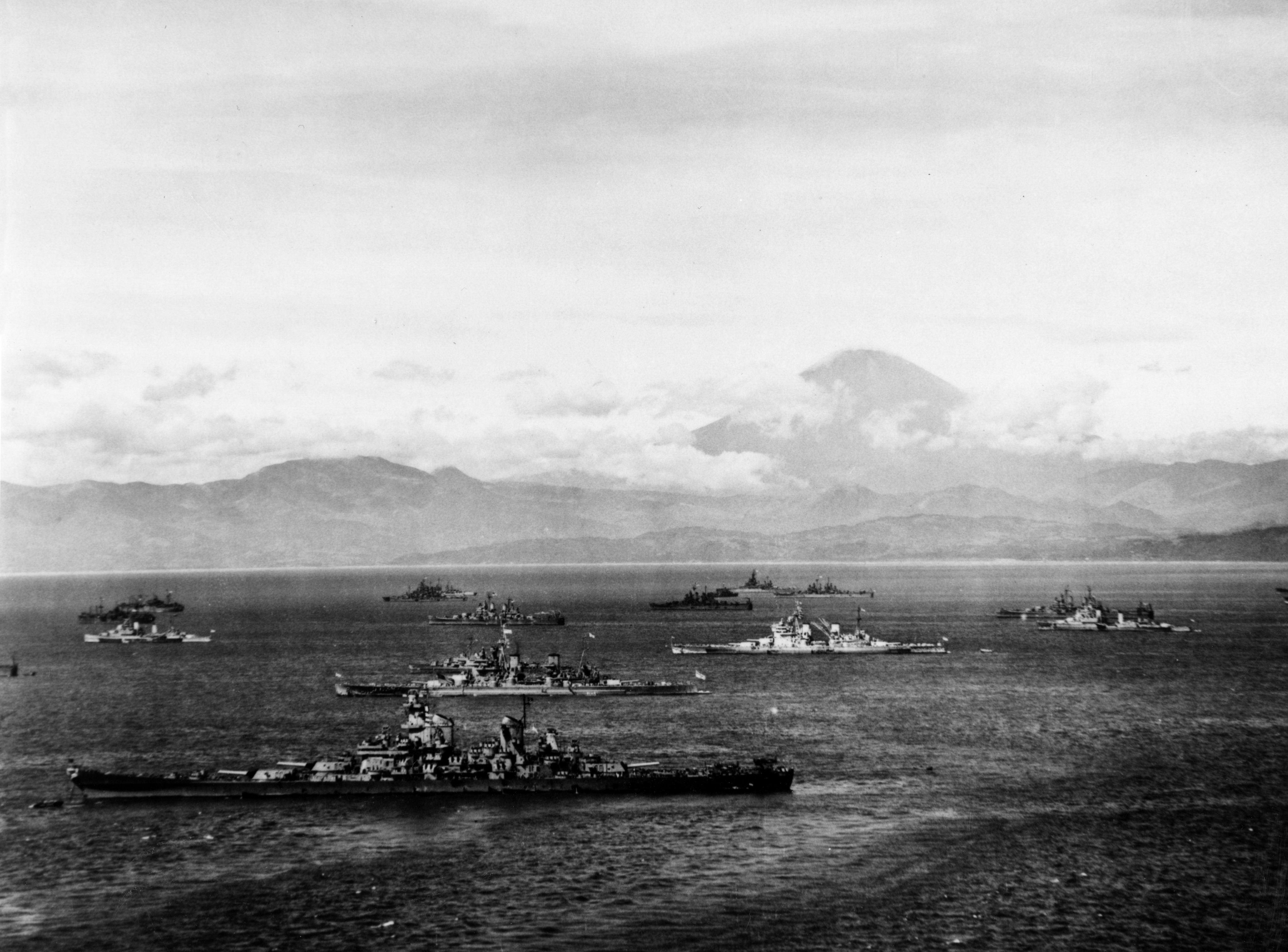
Amerikai és brit hadihajók a Szagami-öbölben, 1945. augusztus 28-án. A kép előterében a USS Missouri (BB-63) amerikai csatahajó látható, a kép közepén az HMS Duke of York és az HMS King George V brit csatahajók, továbbá szerepel a képen a USS Colorado (BB-45), a USS West Virginia (BB-48) csatahajó, négy Baltimore osztályú amerikai nehézcirkáló, két Crown Colony osztályú brit könnyűcirkáló és egyéb egységek is.

## Fordítás
- Ez a szócikk részben vagy egészben  a   King George V class battleship (1939) című angol Wikipédia-szócikk fordításán alapul.  Az eredeti cikk szerkesztőit annak laptörténete sorolja fel. Ez a jelzés csupán a megfogalmazás eredetét és a szerzői jogokat jelzi, nem szolgál a cikkben szereplő információk forrásmegjelöléseként.

## Ajánlott irodalom
- Tarrant, V.E.. King George V-class battleships. London: Arms and Armour Press (1991). ISBN 1-85409-026-7
- William H. Garzke, Robert O. Dulin, Thomas G. Webb. Battleships: Allied Battleships in World War II. Naval Institute Press (1980)
- Brown, D K. Nelson to Vanguard: Warship Design and Development 1923–1945. Chatham Publishing (2006)
- Breyer, Siegfried. Battleships of the World 1905–1970. Conway Maritime Press (1980)
- Raven and Roberts. British Battleships of World War 2: The Development and Technical History of the Royal Navy's Battleships and Battlecruisers from 1911 to 1946. Weidenfeld & Nicholson. ISBN 978-0853681410
- Garzke, Dulin and Denlay: Death of a Battleship (pdf)[halott link]
- Marriott Leo Vital Guide Fighting Ships of World War II Airlife Crowood Press Ramsbury England (2004) ISBN 1-84037-416-0
- Crompton, Samuel Willard. Sinking of the Bismarck. Chelsea House (2004). ISBN 0791074382
- Kennedy, Ludovic. Pursuit. New York City, NY: The Viking Press (1974). ISBN 670583146
- Miller, Nathan. War at Sea. New York City, NY: Scribner (1995). ISBN 068480380
- Forest, Paul. Bismarck VS Prince of Wales (2021) ISBN 9798667505112